# Béjaïa
Vous lisez un « article de qualité » labellisé en 2017.
Pour les articles homonymes, voir Béjaïa (homonymie) et Bougie (homonymie).
Ne doit pas être confondu avec Béja.
Béjaïa (en kabyle ⴱⴳⴰⵢⵜ, Bgayet ; en arabe بجاية, Biǧāya, /bid͡ʒaːja/), également appelée anciennement Bougie en français, est une commune algérienne située en bordure de la mer Méditerranée, à 220 km à l'est d'Alger. Elle est le chef-lieu de la wilaya de Béjaïa et de la daïra de Béjaïa, en Kabylie.
Le site de la ville est peuplé depuis le paléolithique. Les vestiges néolithiques retrouvés dans la région font partie de la culture ibéromaurusienne. La ville est mentionnée dans les sources historiques à partir du Ve siècle av. J.-C. comme faisant partie du monde libyque. Ouverte aux échanges maritimes, la ville connaitra l'influence et un comptoir phénicien qui la fera connaitre sous le nom de Salda et, à l'époque romaine, sous le nom de Saldae, elle est promue capitale du royaume vandale avant d'être islamisée au VIIIe siècle. La ville est prise par les Arabes en 708, puis mentionnée au Xe siècle par le géographe andalou Abū ʿUbayd al-Bakrī qui parle d'une présence importante d'Andalous.
Elle devient une prestigieuse capitale, mais également un foyer religieux, commercial et savant de la Méditerranée sous la dynastie des Berbères hammadides au XIe siècle, qui la prennent pour capitale en lieu et place de la Qala'a des Béni Hammad.  Après un intermède almohade, elle redevient la capitale d'une branche des Hafsides puis siège un sultanat indépendant. 
Réputée en Europe pour la qualité de ses chandelles faites de cire d'abeille — auxquelles elle a donné son nom : les bougies — Béjaïa a également joué un rôle important dans la diffusion en Occident des chiffres arabes et des savoirs mathématiques locaux. Au Moyen Âge, des savants comme Raymond Lulle, Leonardo Fibonacci et Ibn Khaldoun y étudient.
Après un déclin progressif et relatif amorcé au XVe siècle (du fait notamment de reconfigurations dans le commerce mondial), Bejaïa conquise par les Espagnols en 1510 subit dès lors un net déclin qui se prolongera avec la reconquête par la régence d'Alger en 1555. Elle perd substantiellement sa culture savante ; ses grands établissements d'enseignement ne sont plus, ses grandes personnalités scientifiques n'y sont plus (partis en d'autres grandes cités du Maghreb et du Proche-Orient) ; seule subsiste l'institution théologique décentralisée des zaouïas. Elle est éclipsée, à l’échelle du Maghreb Central, par Alger siège du pouvoir politique et de la marine. Elle continue de tirer un certain prestige de ses mystiques religieux et de l'exportation du bois issu de l'arrière-pays. Elle est prise par les Français en 1833. Elle continue alors son déclin pour n'être plus qu'une ville portuaire moyenne, exportant des productions agricoles locales, puis renoue avec un certain dynamisme à la fin du XIXe siècle.
Lors de l'indépendance du pays, en 1962, elle retrouve un rôle culturel. En effet, grande ville berbérophone, elle devient un des foyers de la revendication identitaire berbère. Elle redevient aussi, progressivement, un port de première importance, talonnant celui d'Alger et devançant Oran.
Avec ses 177 988 habitants au dernier recensement de 2008, Béjaïa est la plus grande ville de Kabylie et « capitale » de la petite Kabylie. Elle est aussi, grâce à sa situation géographique, le plus important pôle industriel de la région, notamment par la concentration de nombreuses industries, et la présence d'un des plus grands ports pétroliers et commerciaux de Méditerranée. Elle est également dotée d'un aéroport international.

## Toponymie
Béjaïa est un toponyme arabe dérivé du toponyme berbère (variante kabyle) Bgayet, notamment par translittération (voir Transcription et translittération) du son ǧ en dj (ج). Ce nom berbère — qui aurait été à l'origine Tabgayet, mais dont le t initial marquant le genre féminin serait tombé en désuétude — serait issu des mots tabegga, tabeɣayt, signifiant « ronces et mûres sauvages », une plante mellifère.
Le nom de Béjaïa aurait ainsi à l'origine la même racine berbère que d'autres noms de villes du Maghreb, tels que Dougga (Thouga) et Béja (Vaga) en Tunisie ou Ksar Baghaï (Bagaï) dans les Aurès. Le nom de Béjaïa est également celui de la tribu berbère qui peuple le site de la ville, comme rapporté par Ibn Khaldoun, ce qui explique que le nom donné par l'émir hammadide En-Naciriya ne se soit pas pérennisé face à un usage bien ancré. La ville est appelée Bekaïa et se prononce Begaïa chez cette tribu.
Dans les langues romanes médiévales, Bugaya (de l'arabe Bugāya ; en espagnol Bujía et en italien Bugía) est le nom donné à la ville qui fournissait une grande quantité de cire d'abeille pour la fabrication des chandelles. Bougie sera la forme française de cette transcription du nom arabe. Progressivement il va s'appliquer à la désignation de la cire qui était importée au Moyen Âge pour la fabrication des chandelles en Europe ; elles sont dès lors couramment désignées en français par le mot « bougie ».

## Géographie

### Situation

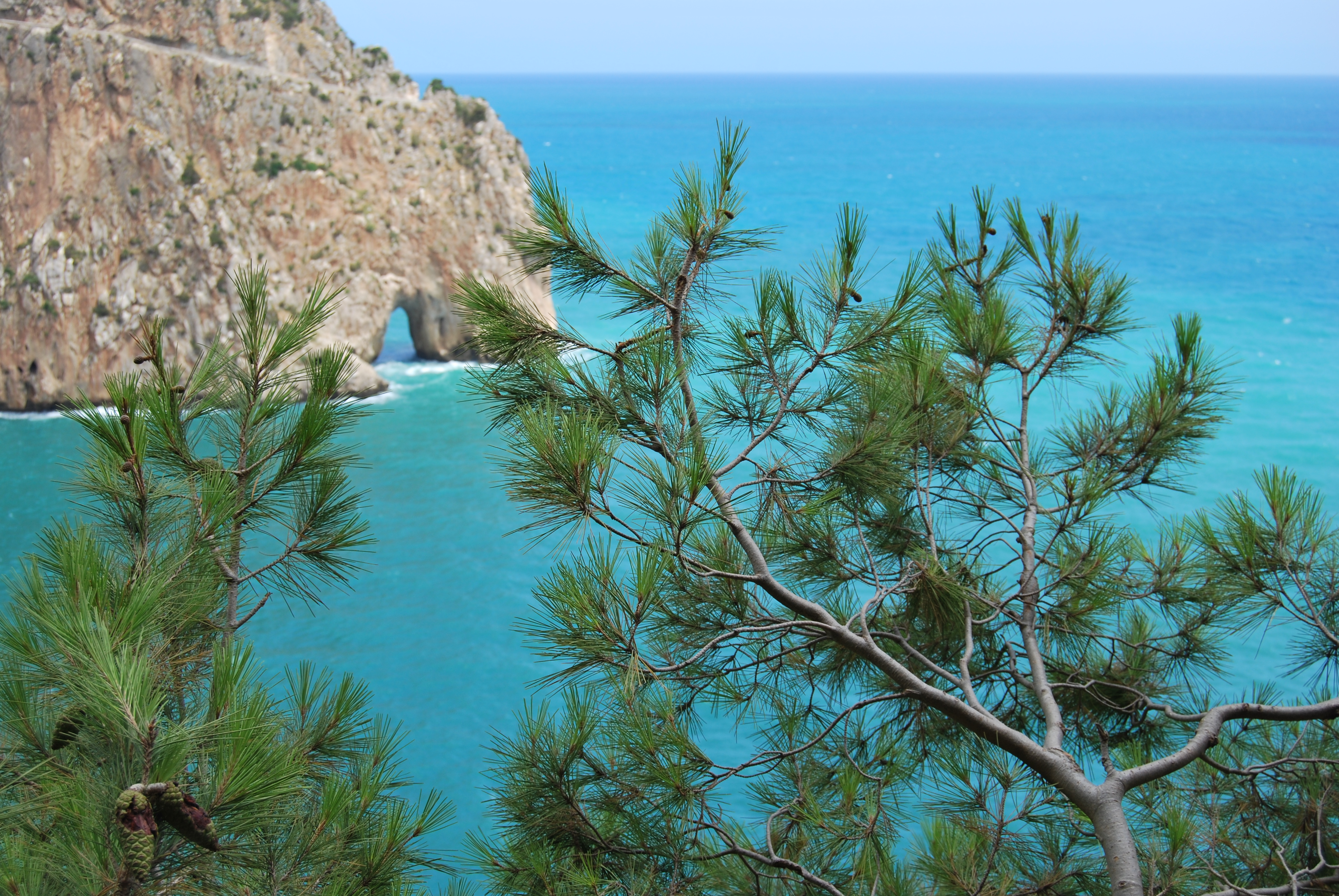
Le cap Carbon à l'ouest de la ville.

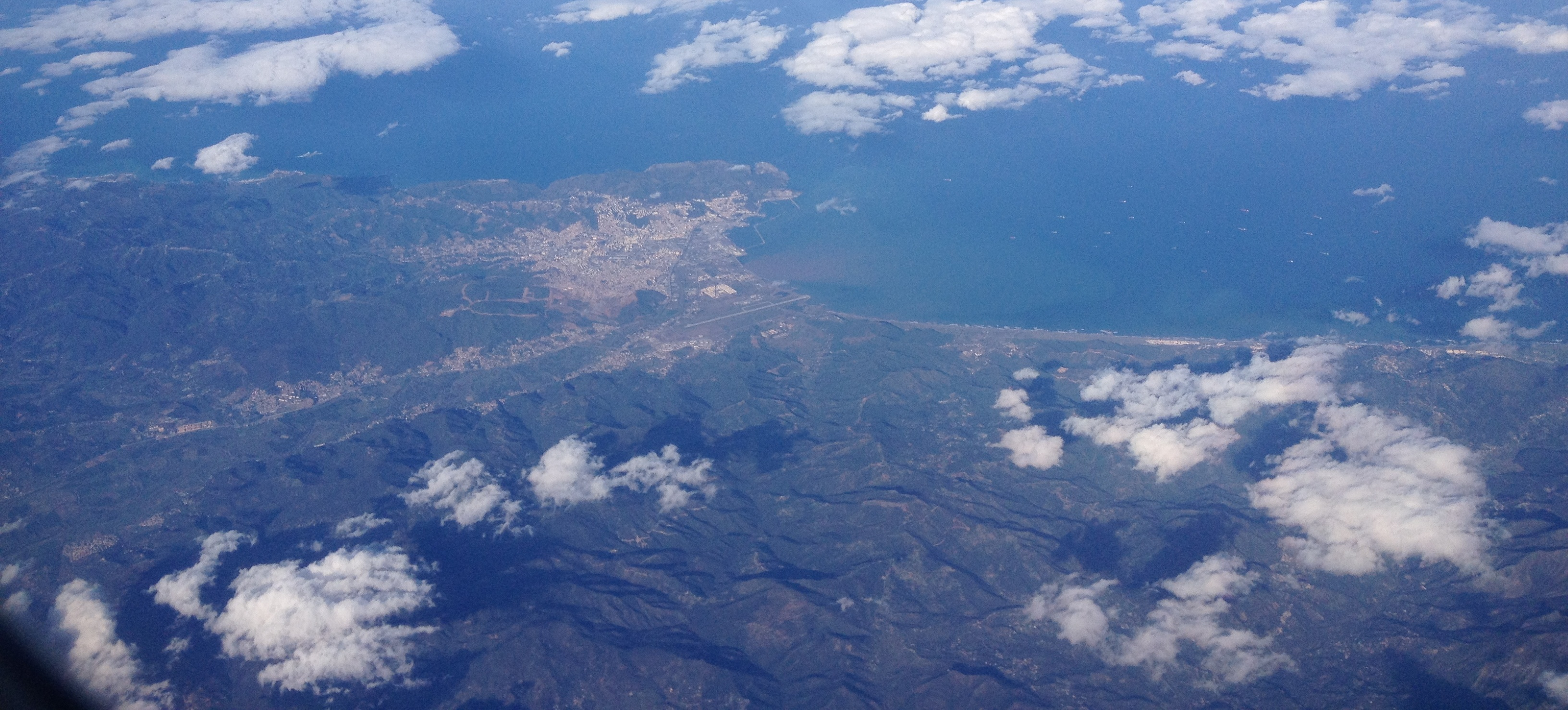
Vue aérienne de Béjaïa, de la vallée de la Soummam et des montagnes aux alentours.

Béjaïa doit son existence à son port qui fait également sa prospérité. Elle est située dans une baie en faucille protégée de la houle des vents du large (orientés nord-ouest) par l'avancée du cap Carbon (à l'ouest de la ville). La ville est adossée au mont du Gouraya situé dans une position nord-ouest. Ce site portuaire, dans l'une des plus belles baies du littoral maghrebin et méditerranéen, est dominé à l'arrière-plan par la chaîne montagneuse des Babors. Un autre avantage est que la ville est le débouché de la vallée de la Soummam, un couloir géographique orienté sud-ouest. Cependant, depuis l'époque où la ville fut une capitale, il existe un divorce entre la ville et la région (Kabylie) lié à la difficulté de s'assurer un arrière-pays. À une échelle macro-régionale, la ville est dos à la région : sa position à l'extrémité de la Soummam la place à l'interface entre Grande et Petite Kabylie. Mais ces deux ensembles sont renfermés sur eux-mêmes et se cherchent des capitales intérieures (Tizi Ouzou, Akbou, Kherrata...) en se détournant du littoral. La ville possède en quelque sorte un faible enracinement local ; les proximité rurales de la ville se limitent à quatre ou cinq communes. À l'échelle micro-régionale, Béjaïa est le débouché d'une Algérie médiane, allant d'Alger à Skikda, déversoir des Hauts-Plateaux et port d'approvisionnement de deux millions de personnes. Mais la liaison est complexe : au sud-est les échanges avec Sétif ne se font qu'à travers les gorges escarpées de Kherrata ; une autre voie emprunte la Soummam, puis à l'est les Portes de Fer et la remontée vers Bordj Bou Arreridj, c'est ce chemin qui est emprunté par la route nationale et la voie ferrée. Ces contraintes topographiques font que, malgré son fort dynamisme, la ville voit une partie des échanges lui échapper sur ses aires d'influences est et ouest.
| Toudja           | *                           | *                     |
| Toudja           | Béjaïa (* mer Méditerranée) | *                     |
| Toudja Oued Ghir | Oued Ghir                   | Boukhelifa Tala Hamza |

L'aire urbaine couvre une superficie de 12 022 hectares. Béjaïa est située à 220 km à l'est de la capitale Alger, à 93 km à l'est de Tizi Ouzou, à 81,5 km au nord-est de Bordj Bou Arreridj, à 70 km au nord-ouest de Sétif et à 61 km à l'ouest de Jijel,. Les coordonnées géographiques de la commune au point central de son chef-lieu valent respectivement 36° 45′ 00″ Nord et 5° 04′ 00″ Est.

### Climat et hydrographie
La ville fait partie du bassin versant de la Soummam. Béjaïa et la vallée de la Soummam inférieure bénéficient d'un climat méditerranéen. Il est généralement humide avec un léger changement de température saisonnier. Les températures moyennes sont globalement douces et varient de 11,1 °C en hiver à 24,5 °C en été.
Outre le fleuve Soummam qui répond suffisamment aux besoins agricoles dans les environs de la ville, Béjaïa est située dans la Kabylie maritime et bénéficie d'une pluviométrie assez favorable comparée au reste du pays. La pluviométrie de la région peut aller de 800 mm à 1 200 mm, mais certaines sources locales tendent à s'épuiser du fait de l'augmentation de la demande. La ville tire également ses ressources hydrauliques de l'arrière-pays montagneux et de diverses sources, comme celle de Toudja qui fut reliée dans l'Antiquité par un aqueduc à la ville antique (Saldae).
| Mois                              | jan. | fév. | mars  | avril | mai  | juin | jui. | août | sep. | oct. | nov. | déc. | année |
| --------------------------------- | ---- | ---- | ----- | ----- | ---- | ---- | ---- | ---- | ---- | ---- | ---- | ---- | ----- |
| Température minimale moyenne (°C) | 7,7  | 7,6  | 8,5   | 10,1  | 13,1 | 16,6 | 19,3 | 20,2 | 18,5 | 15   | 11,2 | 8,4  | 12,9  |
| Température moyenne (°C)          | 12,1 | 12,3 | 13,1  | 14,7  | 17,6 | 21   | 24   | 24,8 | 23,2 | 19,7 | 15,8 | 12,7 | 17,6  |
| Température maximale moyenne (°C) | 16,4 | 16,8 | 17,7  | 19,3  | 22   | 25,3 | 28,7 | 29,3 | 27,8 | 24,3 | 20,3 | 16,9 | 22,1  |
| Précipitations (mm)               | 99,7 | 85,9 | 100,4 | 70,7  | 41,2 | 16,2 | 5,8  | 13   | 40,4 | 89,5 | 99,7 | 135  | 767,5 |

| Diagramme climatique                                  |             |              |              |            |              |             |            |              |            |              |            |
| J                                                     | F           | M            | A            | M          | J            | J           | A          | S            | O          | N            | D          |
| 16,47,799,7                                           | 16,87,685,9 | 17,78,5100,4 | 19,310,170,7 | 2213,141,2 | 25,316,616,2 | 28,719,35,8 | 29,320,213 | 27,818,540,4 | 24,31589,5 | 20,311,299,7 | 16,98,4135 |
| Moyennes : • Temp. maxi et mini °C • Précipitation mm |             |              |              |            |              |             |            |              |            |              |            |

### Réseaux de communication

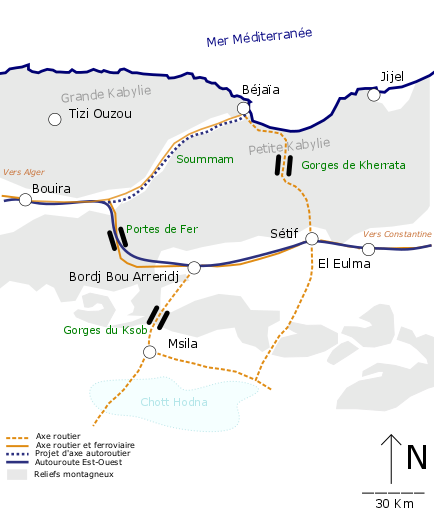
Le relief de Béjaïa et ses voies de communication routières et ferroviaires.

La ville de Béjaïa est reliée à Alger, Tizi Ouzou, Bouira, Sétif, Jijel et plusieurs localités kabyles par un important réseau routier. Elle possède une gare routière. Des lignes de bus la relient aux villes du grand sud algérien, notamment Hassi Messaoud, Ouargla, Ghardaïa, Laghouat, Djelfa et Bou Saâda.
La commune de Béjaïa est desservie par plusieurs routes nationales. Certaines empruntent des vallées et des gorges qui constituent des zones de passage naturelles : la route nationale 9 (route de Sétif), qui passe par le littoral puis les gorges de Kherrata jusqu'à Sétif, et la route nationale 24 (route de Béjaïa), qui traverse la vallée de la Soummam, Bouira, puis Alger à l'ouest, ou Bordj Bou Arreridj à l'est. D'autres empruntent des reliefs plus escarpés : la route nationale 12 (route de Tizi Ouzou), passant par la forêt de Yakouren et ses montagnes puis Azazga, Tizi-Ouzou jusqu'à Boumerdès, et la route nationale 75 (route de Batna), passant par Barbacha et les montagnes de Petite Kabylie pour déboucher à Sétif et rejoindre les Hauts-Plateaux jusqu'à Batna.
Un projet d’autoroute est en cours de réalisation pour désengorger la route de Béjaïa, axe principal entre la capitale et l'Est du pays, et permettre de relier la ville et son port, l'un des plus importants d'Algérie, à l’autoroute Est-Ouest algérienne.
Béjaïa possède une gare ferroviaire, terminus de la ligne Beni Mansour-Bejaia, créée en 1889 et sur laquelle circule un autorail reliant les gares de la région : Beni Mansour, Tazmalt, Allaghan, Akbou, Lazib Ben cherif, Ighzer Amokrane, Takriets, Sidi Aich, Ilmaten et El Kseur. L’interconnexion, à Beni Mansour, avec la ligne Alger-Skikda, permet l’accès à l’ensemble du réseau ferroviaire algérien par des liaisons directes à la capitale algérienne, à l’ouest, et à Sétif, au sud-est. Un train régional reliant spécifiquement Béjaïa à sa périphérie est également en service ; il a été conçu pour désenclaver l'est de la région. La ligne bénéficierait d'une quinzaine d'aller-retours quotidiens et devrait desservir les gares de la ligne Beni Mansour-Bejaia.
Béjaïa dispose d'un aéroport international situé à 5 km au sud de la ville. Il a d'abord été dénommé « aéroport de Béjaïa - Soummam » entre 1982 et 1999, du nom de la Soummam qui se jette dans la Méditerranée à proximité de Béjaïa. Il a été inauguré en 1982 pour les vols nationaux et en 1993 pour les vols internationaux.
Il a été renommé « aéroport de Béjaïa - Soummam - Abane Ramdane » en 1999, en hommage à l'homme politique algérien qui a joué un rôle essentiel dans l'histoire de la guerre d'indépendance algérienne.

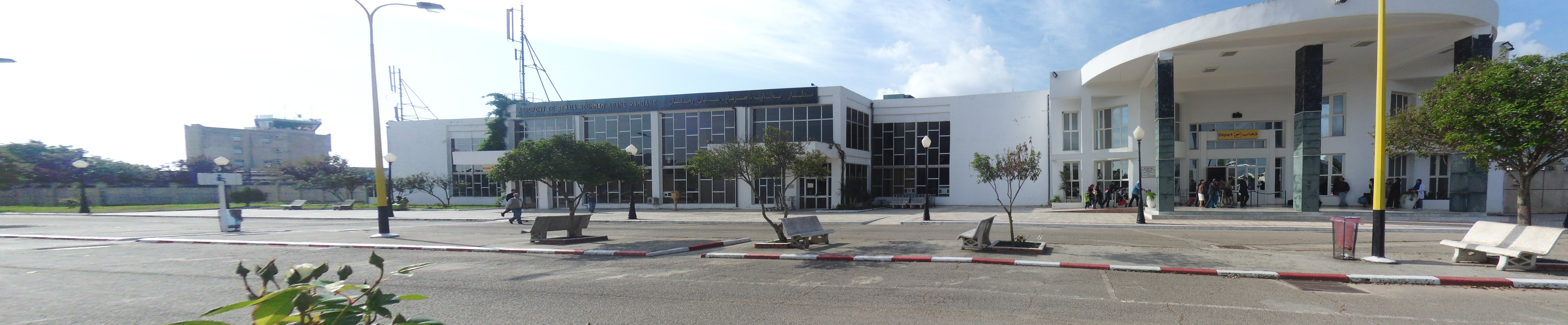
Vue panoramique de l'aérogare de Béjaïa.

### Une ville portuaire
L'histoire de la ville est liée à son rôle portuaire, connu dès l'Antiquité et notoirement étudié dès la période de la dynastie des Hammadides (berbère médiévale) au XIe siècle. Elle devient un port important munie d'installations, de constructions navales et abrite les escadres des pouvoirs sultaniens successifs qui règnent sur le Maghreb Central (Zirides, Hammadides, Almohades, Hafside). La ville fut dès le XIIe siècle considérée comme l'un des trois emporia principaux du Maghreb, avec Tunis et Ceuta. Elle possède à cette époque des relations avec les marchands latins des trois principales cités de l'Italie médiévale : Pise, Gênes et Venise, les Andalous, puis les Catalans. La bourgeoisie de la ville joue alors le rôle d'intermédiaire entre les populations du Constantinois, elles-mêmes parfois intermédiaires des Sahariens, et la Méditerranée. La crise du commerce au XIVe siècle tourne ensuite le port vers la course en Méditerranée,. Entrée sous l'autorité de la régence d'Alger au XVIe siècle, elle est marginalisée au profit de la nouvelle capitale du Maghreb central, Alger, et continue son déclin au point qu'au XIXe siècle, lors de la conquête française, elle n'est plus qu'une petite cité portuaire. Les aménagements coloniaux du port lui permettent de retrouver son rôle naturel de débouché de son arrière-pays, la Kabylie. La décision prise dans les années 1960 de faire parvenir un oléoduc jusque dans la ville va donner un essor définitif à l'activité du port qui devient un port pétrolier de premier plan.

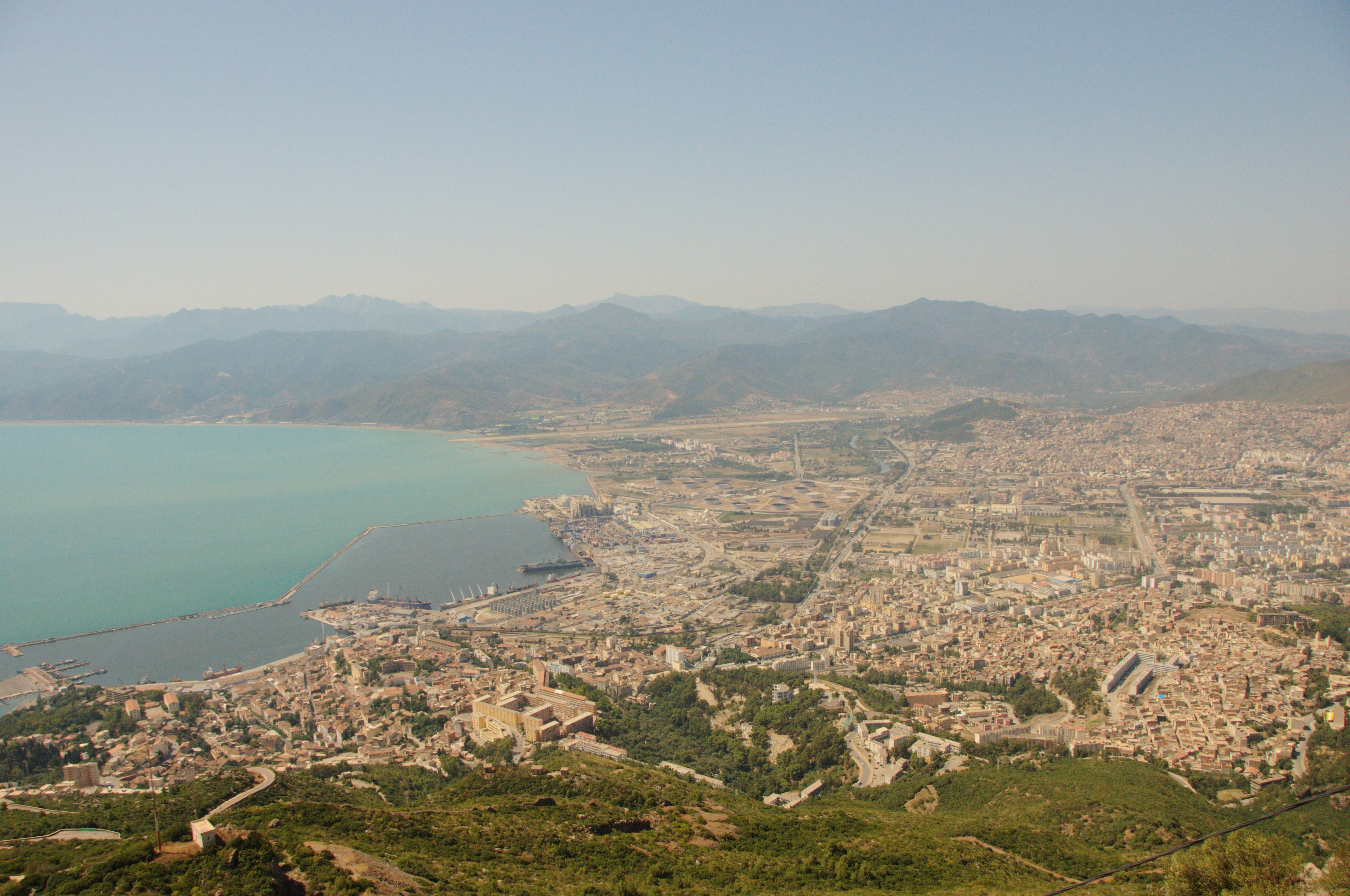
Vue générale de la ville de Béjaïa et sa façade maritime.

Béjaïa dispose d'un port qui occupe le deuxième rang en Algérie par son volume d'activité, derrière celui de la capitale Alger ; débouché important pour une partie de la production régionale (minerais, vins, figues, prunes et liège), il a donné depuis les années 1960 une place grandissante au pétrole et aux produits pétroliers extraits du sous-sol saharien (les hydrocarbures représentent 86 % de ses exportations en 2005). En 2008, il a été intégré au projet européen des « autoroutes de la mer » (ADM), aux côtés de Gabès, Agadir et Haïfa. Le port est destiné à devenir un hub portuaire de niveau mondial grâce au lancement des travaux de réalisation de la plus importante gare maritime d’Algérie conçue aux normes internationales,.
Le 21 juin 2018, après plus de 5 ans de travaux, la nouvelle gare maritime de Béjaia a été inaugurée avec l'accostage d'un premier car-ferry de la société française «Corsica linéa», transportant à son bord plus d’une centaine de passagers et une soixantaine de véhicules. Construite sur deux sites, l’un à l’intérieur du port et l’autre en zone extra-portuaire, la gare s'étend sur trois niveaux pour une superficie totale de 34 000 m²,. Depuis, la gare est au cœur d'une polémique. Elle a été construite sur un terrain traversé par un oléoduc. En 2023, le ministre des transports, Kamel Beldjoud, a évoqué une erreur commise lors de la construction de la gare maritime et a proposé le déplacement de l'oléoduc au ministre de l'Energie.

### Flore et faune

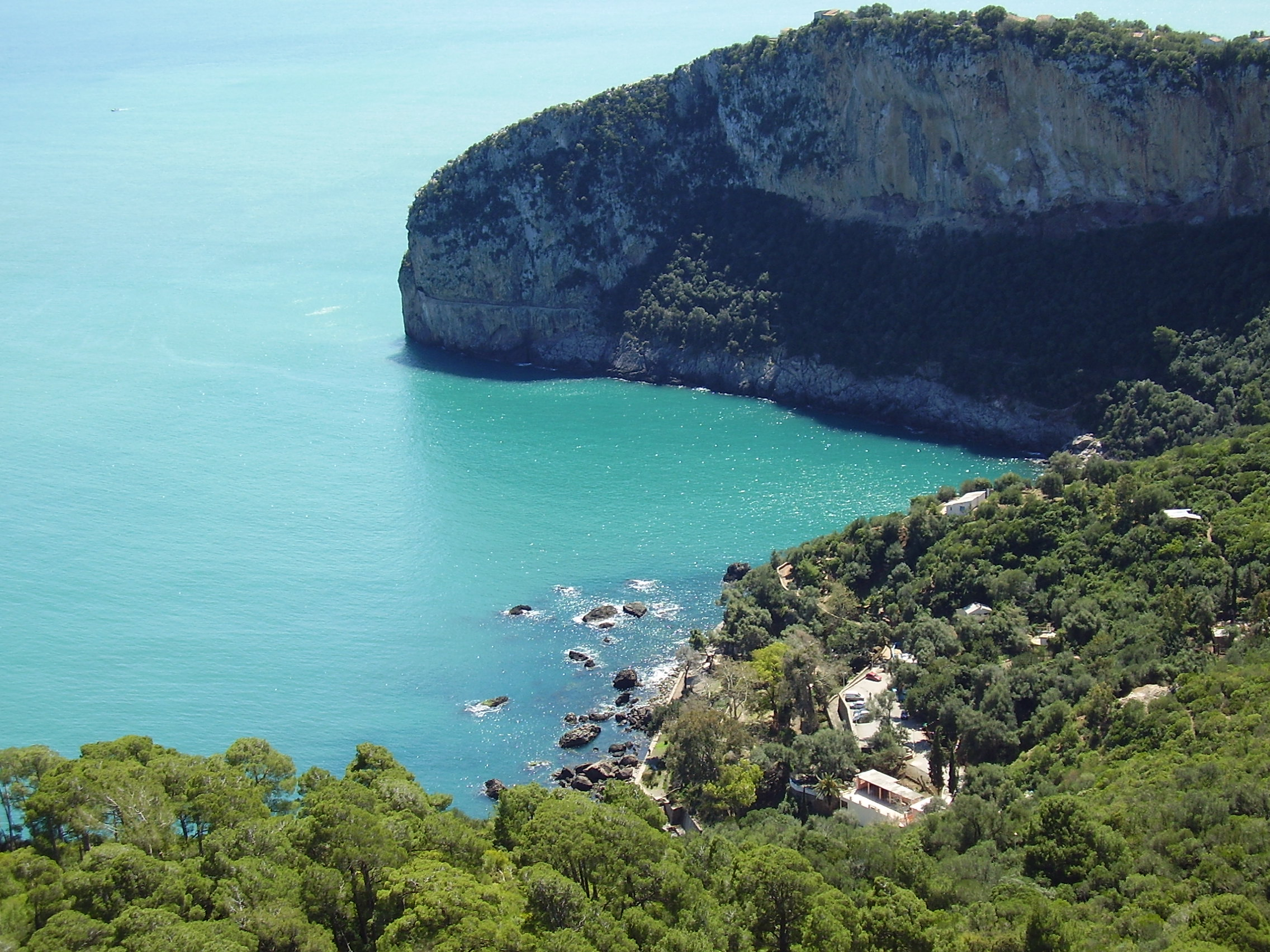
Le site préservé des Aiguades, dans le parc national de Gouraya.

La ville de Béjaïa fait partie de la Corniche kabyle, qui s'étend jusqu'à Jijel et qui constitue un site écologique remarquable. Dans le Nord de la ville, le parc national de Gouraya constitue une aire littorale protégée, qui, avec le parc national de Taza, situé 60 km à l’est de Béjaïa, a été classée par l'UNESCO parmi les « réserves de biosphère mondiales », des zones modèles visant à concilier conservation de la biodiversité et développement durable.

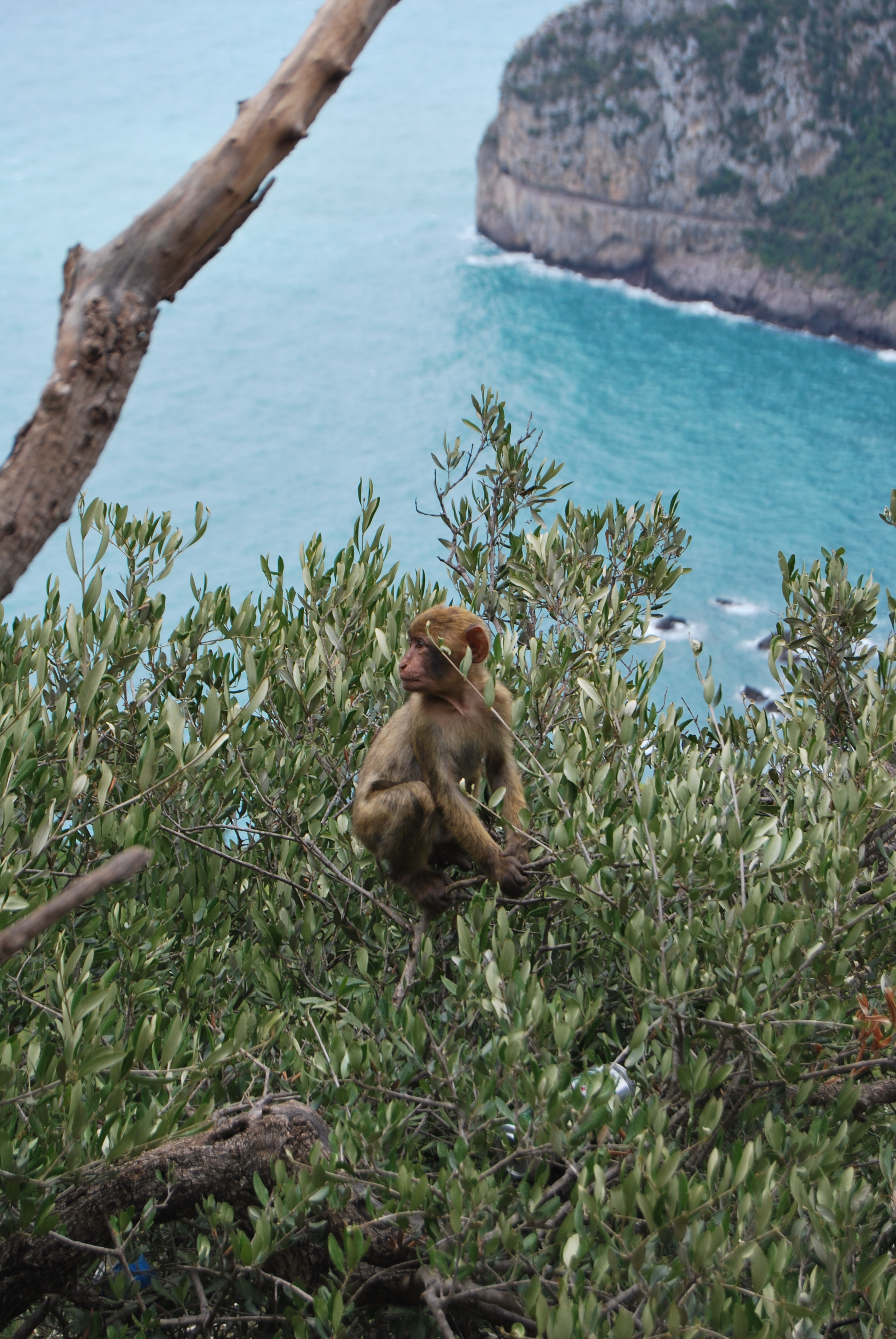
Macaque de Barbarie sur un olivier sauvage, dans le parc national de Gouraya.

Le parc de Gouraya se distingue par la présence d'euphorbes, espèces très menacées en Méditerranée, de formations de garrigue où se côtoient le chêne kermès et l'olivier sauvage, de spécimens de pin d'Alep, de genévrier et d'absinthe. Dans le parc de Taza, le chêne zéen et le chêne-liège constituent avec le chêne afarès les principales essences qui s’étendent jusqu'à la wilaya de Jijel.
S'agissant du chêne-liège, dans un pays qui représente plus de la moitié de la superficie occupée par cette essence sur la rive sud de la Méditerranée, la Kabylie et l'ensemble du Nord-Est algérien constituent la région des plus grandes subéraies : elles s'y étendent, le long du littoral, depuis Alger jusqu'à la frontière tunisienne et du bord de mer jusqu'à 1 200 m d'altitude.
La faune locale abrite des mammifères telles que le chacal doré, la genette, le sanglier, et des espèces menacées comme le chat sauvage, le porc-épic, le lynx caracal et le macaque berbère ou singe magot, une espèce endémique d'Afrique du Nord. La hyène rayée, la belette, le renard roux, le lièvre brun et le hérisson d'Algérie sont signalés dans le parc de Taza ; le lapin de garenne à Taza et Gouraya. Les montagnes alentour forment l’habitat de plusieurs espèces d'oiseaux dont l'aigle de Bonelli, le vautour fauve, la tourterelle, la perdrix gambra, le hibou grand-duc, la buse féroce, l'aigle royal et le faucon crécerelle,. Les hauteurs de Petite Kabylie abritent en outre la sittelle kabyle, espèce de passereau endémique qui n'a été découverte qu'en 1975, sur le mont Babor,.

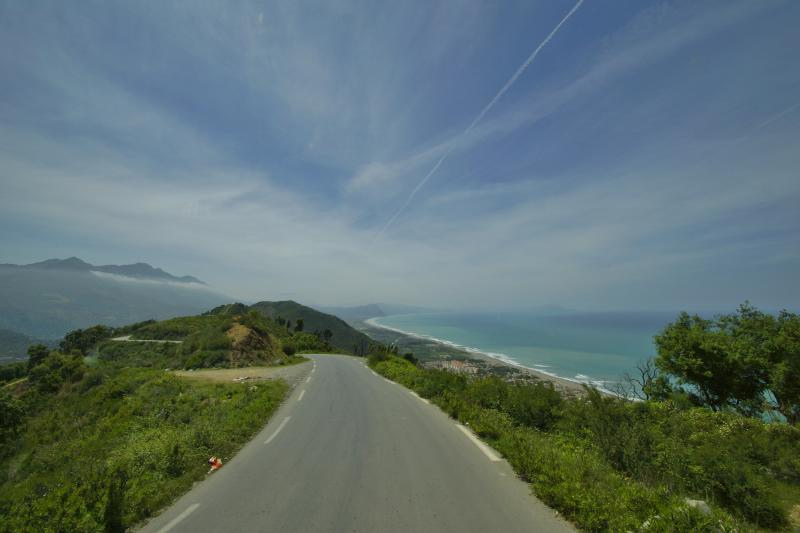
Route qui longe le golfe de Béjaïa aux environs du parc national de Taza.

La faune et la flore marine sont également remarquables. L'aire marine du Gouraya constitue le biotope de quatre espèces protégées de mammifères marins : le marsouin commun, le dauphin commun à bec court , le dauphin souffleur et le grand cachalot. Les fonds marins des parcs recèlent six typologies de paysages d'intérêt écologique international : encorbellements à Lithophyllum lichenoides, trottoirs à vermets, bourrelets à Corallina elongata, forêts à Dictyopteris membranacea, herbiers tigrés à Posidonia oceanica et récifs coralliens à Posidonia oceanica. Les eaux adjacentes au parc de Taza incluent le « banc des Kabyles », classé « aire spécialement protégée d’importance méditerranéenne » (ASPIM) par la convention de Barcelone. Riches d'une communauté de corail en bon état de santé, elles abondent en divers bioindicateurs d’eaux non polluées.

## Histoire

### Préhistoire
La présence de l'homme est attestée dans divers sites urbains et périrurbains. La station de la grotte d'Ali Bacha représenterait le site le plus ancien de peuplement autour de 40000 à 20000 av. J.-C. Du côté du site des Aiguades, le matériel et le mobilier retrouvé évoquent une période autour de 10000 av. J.-C. et donc néolithique. La région est d'ailleurs riche en gisements archéologique comme les grottes d'Afalou où ont été retrouvé parmi les plus vieilles sépultures d'hommes modernes, dit homme de Mechta-Afalou, qui témoigne d'une culture tournée vers la compassion avec l'inhumation des individus dans des grottes-sanctuaires-nécropoles et l'usage de la poterie en argile datées de 18000 à 11000 av. J.-C.. Ces gisements sont typique de la culture archéologique dite ibéromaurusienne.

### Antiquité: les débuts de la ville
La ville comporte des vestiges de l'âge du bronze. Le plus ancien vestige connu est un « hanout » qui est une forme de tombe lybique. Longtemps attribuée à la culture punique elle est en fait beaucoup plus ancienne, sa datation est interderminée.
Le site avantageux, abrité des vents par le cap Carbon, fut sûrement occupé très tôt. La première trace de mention historique apparaît au Ve siècle av. J.-C. dans le Périple du Pseudo-Scylax. La région a fait partie du royaume de Numidie. De plus l'influence punique est présente : les Carthaginois parcourent les côtes nord africaines pour commercer et implanter des comptoirs commerciaux appelés emporioe,.

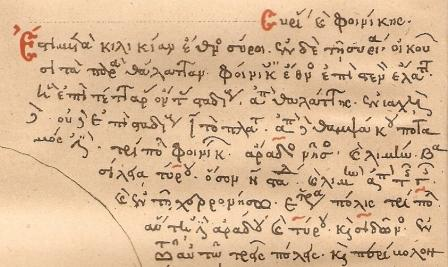
Fac-similé datant de 1855 du manuscrit de Périple du Pseudo-Scylax.

La défaite de Jugurtha face aux Romains change l'alliance de ces derniers en une suzeraineté ; Auguste découpe le territoire en provinces constituant la Maurétanie césarienne, et, selon Pline l'Ancien, Saldae (nom antique de la ville) est une colonie romaine fondée avec les premières annexions en 33 av. J.-C. Huit ans plus tard, il rétrocède la province de la ville à Juba II en dédommagement de ses États héréditaires. La ville se dote d'une culture à dominante latine et est christianisée. Les Romains mettent en place divers réseaux hydrauliques qui seront réemployés à l'époque hammadide. L'aqueduc de Toudja date du règne de Antonin le Pieux. Mais la ville ne connaît pas l'importance du développement de Hippone (Annaba) plus florissante sous les Romains.

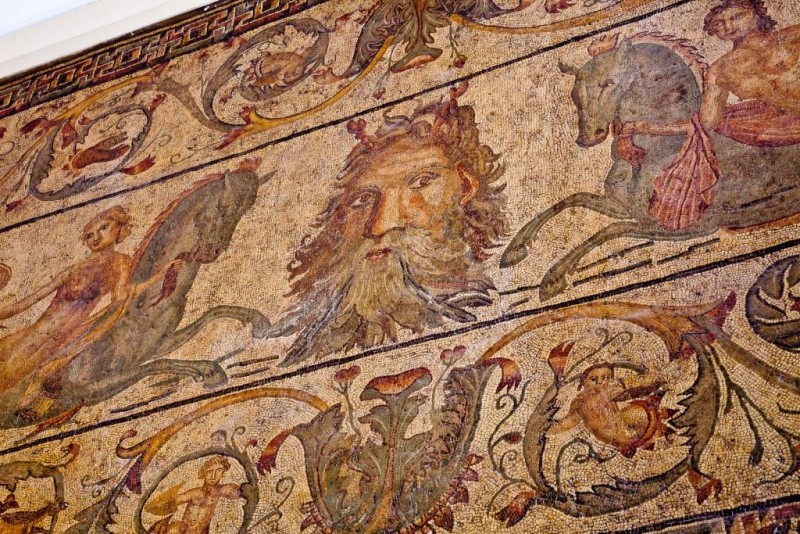
Mosaïque romaine représentant Océan, exposée à la mairie de Béjaïa.

Auguste fonde également, à quelques kilomètres sur les rives de la Nasava (Soummam), Tubusuptus, les actuelles ruines de Tiklat. Dès le Ier siècle, la révolte de Tacfarinas entraîne l'ensemble des populations numides de la région ; il investit la vallée de la Soummam, prend Tiklat et arrive jusqu'à Saldae. Il est finalement repoussé par le proconsul Dollabella. Au IVe siècle, dans les montagnes voisines de Saldae, Firmus rassemble les « Quinquegentiens » (actuelles tribus kabyles du Djurdjura) et les mène contre les Romains. Le comte Théodose arrive avec des troupes d'Europe pour mater la révolte ; il vient difficilement à bout des insurgés.
Les Vandales font à leur tour leur entrée en Afrique du Nord, depuis l'Espagne, en 429. Conduit par Geneseric, ils portent le fer dans toutes les villes du littoral. Ils font de Saldae la capitale de leurs nouveaux États jusqu'en 439 et la prise de Carthage. Les luttes opposant les partisans de l'arianisme à ceux du catholicisme affaiblissent la région tout entière ; les Byzantins y trouvent alors un prétexte et une occasion d'intervenir. La ville bascule alors sous la domination byzantine, dès les conquêtes de Belisaire en 533. L'oppression byzantine, lourde, ne tarde pas également à susciter des velléités de révoltes des populations jusqu'à la conquête arabe de l'Afrique du Nord.

### La conquête arabe
Vues par les conquérants arabes omeyyades venus depuis Kairouan, les montagnes autour de Béjaïa sont surnommées el 'adua (« l'ennemie ») pour désigner la résistance opiniâtre dont elles sont le siège,. Les informations sur cette époque sont éparses, ou contradictoires ; il semble que la ville ait été conquise relativement tard, vers l'an 708. Une hypothèse peu probable voudrait que le nom Béjaïa viendrait de cette époque du mot arabe بقاية (Baqâyâ : « les restes, les survivants ») car elle aurait servi de repli aux populations chrétiennes et juives de Constantine et Sétif. Selon Ibn Khaldoun, le nom de Béjaïa serait plutôt issu de celui de la tribu qui habitait la ville : les « Bedjaïa »,.
Les trois siècles qui suivent la conquête sont obscurs faute de récits sur sa situation ; la ville fait partie du territoire aghlabide, puis de celui des Kutama-Fatimide où elle connaît une certaine effervescence. Il semble que lorsque le souverain hammadide An Nasir y fonde sa capitale An Nasirya, en 1067, les monuments de la Saldae antique sont en ruine. Plusieurs hypothèses portées par les traditions locales expliquent cet état : la ville aurait connu 7 tremblements de terre ou encore un nombre similaire d'attaques ennemies.
Il semble établi qu'au Xe siècle, la ville est aux mains des berbères sanhadja, dont sont issues les dynasties ziride et hammadides qui régneront sur le Maghreb Central. C'est alors une bourgade essentiellement peuplée d'Andalous, conformément à le description qu'en donne le géographe andalou Al Bakri, avant que la politique des Hammadides donne un essor décisif à la ville,.

### Dynasties berbères: la gloire d'une capitale médiévale
Au Xe siècle, la ville n'est qu'un petit port de pêche. En 1067, le souverain berbère de la dynastie Hammadide, An Nasir (1062 -1088), régnant sur le Maghreb Central, aménage la ville et en fait sa capitale. En effet, sa première capitale, la Qal'a des Beni Hammad, dans les Hauts-Plateaux, est sous la menace des raids des nomades arabes hilaliens qui à partir du Moyen-Orient ont lancé une seconde vague d'invasion arabe sur le Maghreb. Il donne à la ville le nom de An Nasiriya, qu'elle peinera à conserver face à son toponyme Béjaïa déjà bien ancré dans les usages.
Comme le rapporte Ibn Khaldoun, cela est dû au fait que le toponyme Bejaïa est lié a nom de la tribu berbère peuplant ce lieu:

« en l'an 460 (1067-1068), il [En Nacer] s'empara de la montagne de Bedjaia, localité habitée par une tribu berbère du même nom. Chez eux, Bedjaia s'appelle Bekaïa et se prononce Begaia. En Nacer, ayant conquis cette montagne, y fonda une ville à laquelle il donna le nom d'En-Naciriya; mais tout le monde l'appelle Bejaia, du nom de la tribu. »

La ville connait, avant l’acquisition de son statut de capitale, une dynamique remarquable, notamment sur le plan culturel ; elle est en effet le port à la croisée de la Qal'a des Beni Hammad et de l'Al Andalus. Les lettrés et les commerçants y transitent alors et elle est le débouché du triq sultan, la route royale des Hauts Plateaux à la Méditerranée et même un débouché du commerce transsaharien. Les émirs kalbites de Sicile s'inspirent des palais de Béjaïa pour établir ceux de Palerme. La ville plus qu'une place reconnue ou appréciée est un endroit de passage obligé ; elle est un véritable carrefour sur la route de l'Al Andalus à l'Orient (notamment pour les pèlerins allant vers La Mecque) mais aussi de l'Europe vers l'Afrique. C'est un lieu de rencontres et d'échanges des savoirs entre les communautés locales, d'Europe et d'Orient.
L'implantation des souverains hammadides va en faire la capitale du Maghreb Central et la madinat at tarikh (la ville d'histoire) algérienne. Fait politique original à l’échelle du Maghreb ancien, elle est une capitale littorale. Elle devient un des principaux centres culturels et scientifiques de la Méditerranée occidentale et une place commerciale importante pour l'Europe. Si l'état précis de la flotte marchande bougiotte est méconnu elle occupe une place non négligeable en Méditerranée sans toutefois être prépondérante face aux flottes de commerces européennes. Elle est fréquentée par des marchands latins, Pisans et Génois, Andalous et plus tard Catalans. Ces commerçants du midi de l'Europe lui donnent divers noms en langues romanes : Bugia, Buzia, Bugea, Buzana. C'est à cette époque que la cire de la ville, exportée vers l'Europe pour la confection de chandelles, donne le mot « bougie » au français et le mot « basane » pour désigner des peaux ; emprunt lexicaux des noms transcrits de la ville (respectivement de Bougie et Buzana),. La ville exporte en effet cire d'abeille et peaux en quantité, des écorces tanniques pour le travail des cuirs (l'iscorzia di Bugiea est célèbre au XIVe siècle), de l'alun, des céréales, des raisins secs, de la laine et du coton de Biskra et M'sila, des métaux et de la poterie. La ville importe également diverses marchandises comme des métaux, du tissu, des teintures et des herbes médicinales. Elle est également une base navale pour les Hammadides, et le point de départ d'expéditions navales pour le « pays de Rum » (dont la Sicile à trois jours de navigation). La flotte hammadide joue un rôle important en Méditerranée occidentale ; elle freine les avancées européennes, notamment celles des Normands de Sicile au XIIe siècle.

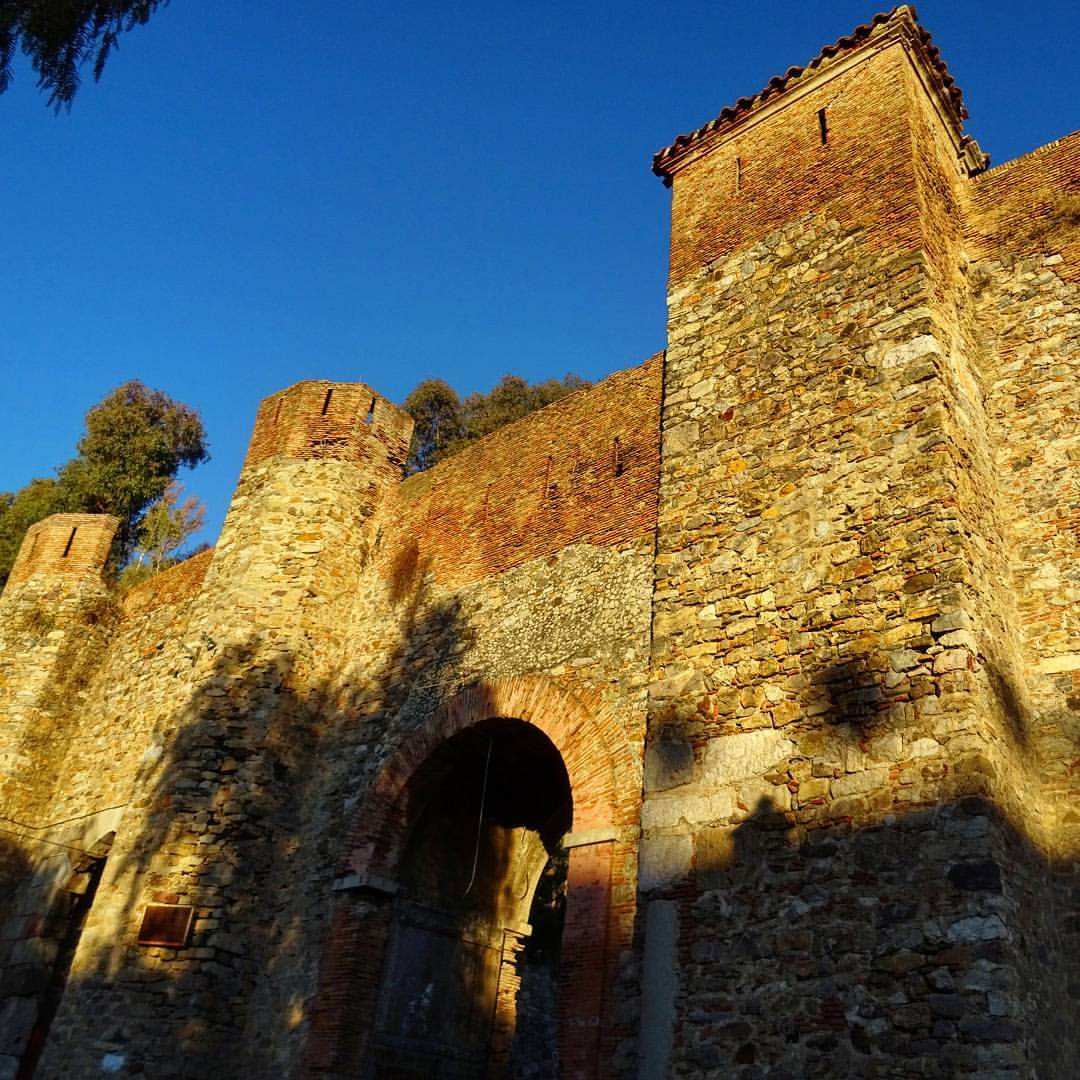
Bab el Bounoud, (ou Bab el Fouka) la porte des étendards, d'époque hammadide.

Les Hammadides attirent les lettrés de tous horizons et pratiquent une politique ouverte, sur l'Europe notamment. Les Juifs et les Chrétiens bénéficient de conditions favorables ; l'émir An Nasir entretient une correspondance régulière avec le pape Grégoire VII et lui fait la demande de nommer un évêque pour sa ville. L’arrivée de lettrés fait de Béjaïa une ville de premier plan dans le domaine des sciences ; son influence dépasse la Méditerranée et gagne l’Europe. Une culture andalouse se mêle à l'inspiration orientale traditionnelle, les sciences profanes se développent comme les sciences sacrées. Contrairement à la Qal'a dans l'arrière-pays, elle fait figure de ville culturelle et « moderne » pour son époque. 
Une « cité berbère vivant à l'orientale »,beaucoup de savants illustres en sont issus ou s'y établissent tout au long de sa période médiévale : Al Madani (Xe siècle), Ibn Hammad, Yahia Zwawi, Leonardo Fibonacci (XIIe siècle), Raymond Lulle et Ibn Khaldoun (XIIIe siècle).
Les érudits viennent compléter leur formation dans la ville comme ils le font au Caire, à Tunis ou à Tlemcen. Des centaines d'étudiants, dont certains d'origine européenne, se pressent dans les écoles, les mosquées où enseignent théologiens, juristes, philosophes et savants. Les principaux lieux de savoirs médiévaux sont la Grande Mosquée, Madinat al-`Ilm (la Cité des Sciences), la Khizana Sultaniya et l’institut Sidi Touati. Le juriste Al Ghobrini (1246-1314), qadi de la ville, décrit les savants de Béjaïa comme « princes de la science », parmi lesquels Sidi Boumedienne, Abd al-Haq al-Isbili, al-Qurashi et Abu Tamim Ben Gebara. Ces savants se réunissent dans des audiences où il se consultent sur divers sujets,. Il existe une rivalité et des échanges intellectuels entre Tlemcen, la Zénète et Béjaïa, la Sanhadja. Cette tolérance de la ville est nuancée par une des versions du récit de la mort de Raymond Lulle. En effet selon une version il aurait été lapidé par les Bougiotes qui l'avaient accusé de vouloir les convertir au christianisme quand d'autres versions affirment qu'il a simplement fait naufrage à son retour vers Majorque depuis Tunis.
En 1202, Leonardo Fibonacci, mathématicien italien, en rapporta les « chiffres arabes » et la notation algébrique. Selon les versions, l'inspiration de la suite de Fibonnacci serait due à l'observation des apiculteurs et la reproduction des abeilles de la région ou à un problème mathématique local concernant la reproduction des lapins qu'il décrit dans son ouvrage Liber abaci,.

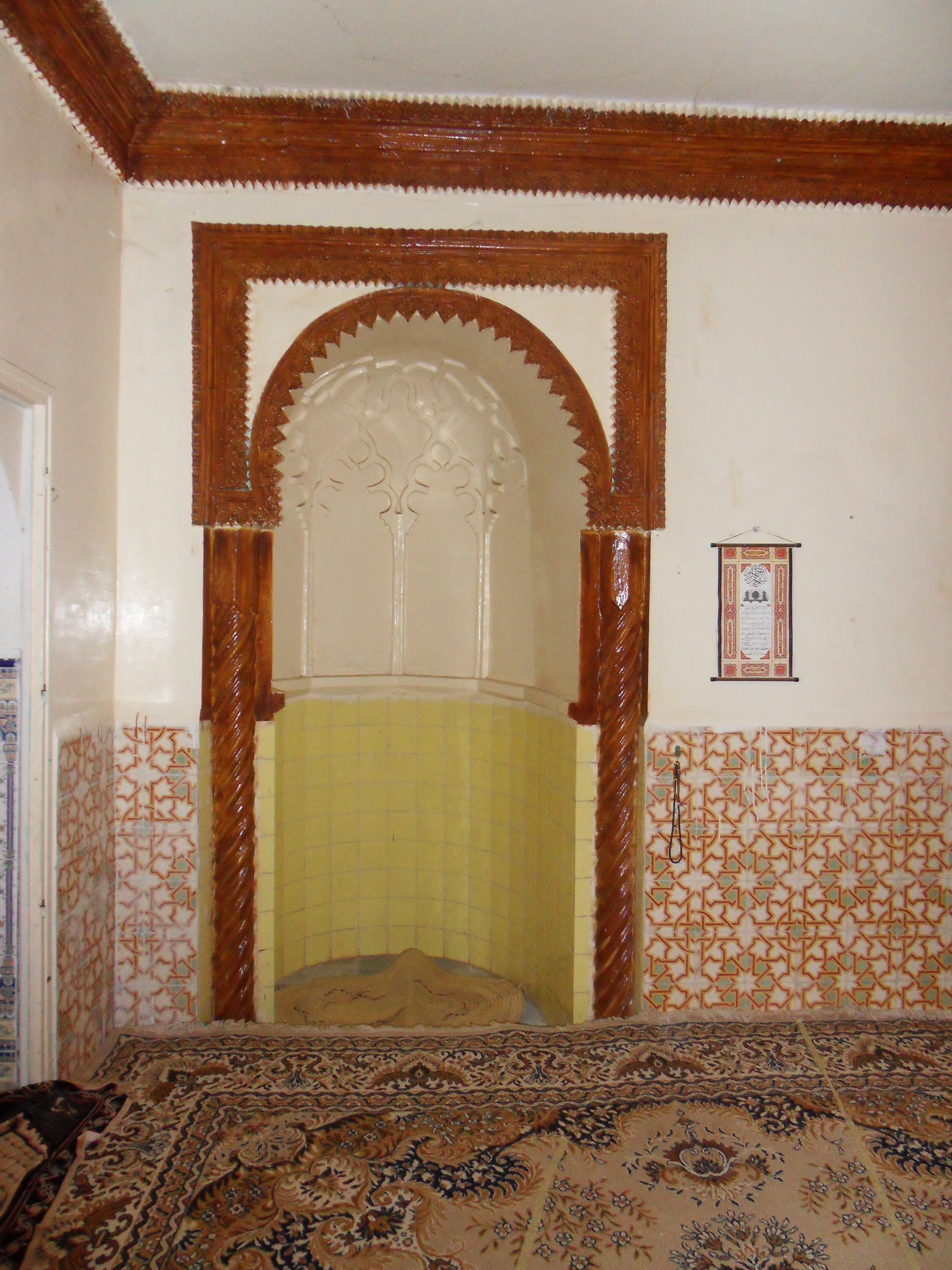
Mirhab de la mosquée Ibn Toumert à Oued Ghir.

À cette époque la ville a connu un tel développement que, selon Léon l'Africain, elle est peuplée de plusieurs dizaines de milliers de personnes originaires de tout le Maghreb, du Levant, d'Europe et d'Asie. La population autochtone de la ville est composée essentiellement de Berbères venus de l'arrière-pays kabyle et de la forte communauté de réfugiés andalous. L'estimation de la population à cette époque est estimée à 100 000 habitants par Al Idrissi.
Mohammad Ibn Toumert rencontre Abd al-Mumin, celui qui sera le calife de son mouvement et d'un nouvel État (les Almohades), à proximité de Béjaïa vers 1118. Mohammad Ibn Toumert a prêché le retour aux sources de l'Islam à partir de Mellala, localité située à 10 km de Béjaïa. Des années auparavant, le guide des Almohades aurait été chassé par les gens de Béjaïa auxquels il reprochait avec force leurs mœurs. Le mouvement politique qu'il a fondé est la base de l'Empire Almohade qui s'empare de Béjaïa en 1152 et dépose les Hammadides. La ville garde son importance stratégique sous les Almohades ; elle devient une capitale provinciale. Le calife Abd el Mumin nomme un membre de sa propre famille comme gouverneur de la ville, preuve de son importance stratégique. Le port de la cité abrite la flotte du calife et celle des Hammadides dont il s’est emparé. En 1183, durant une période brève, les Beni Ghania (des restes de la dynastie Almoravides) s'emparent de Béjaïa avant que les Almohades n'en reprennent le contrôle.
Après la dislocation de l'Empire Almohade, Béjaïa rentre dans l'orbite des Berbères hafsides de Tunis qui se rendent indépendants en juin 1228. Mais dans les faits, en raison du morcellement et des querelles de succession, l'émir ou sultan de Béjaïa se rend indépendant de celui de Tunis à la tête d'un véritable royaume dissident sur diverses périodes, dont la dernière avant la conquête espagnole s'étend sur tout le XVe siècle, on parle alors du « royaume de Bougie ». Le commerce reste actif avec les États chrétiens et la ville est un des principaux point d’accueil des réfugiés andalous fuyant la Reconquista,.

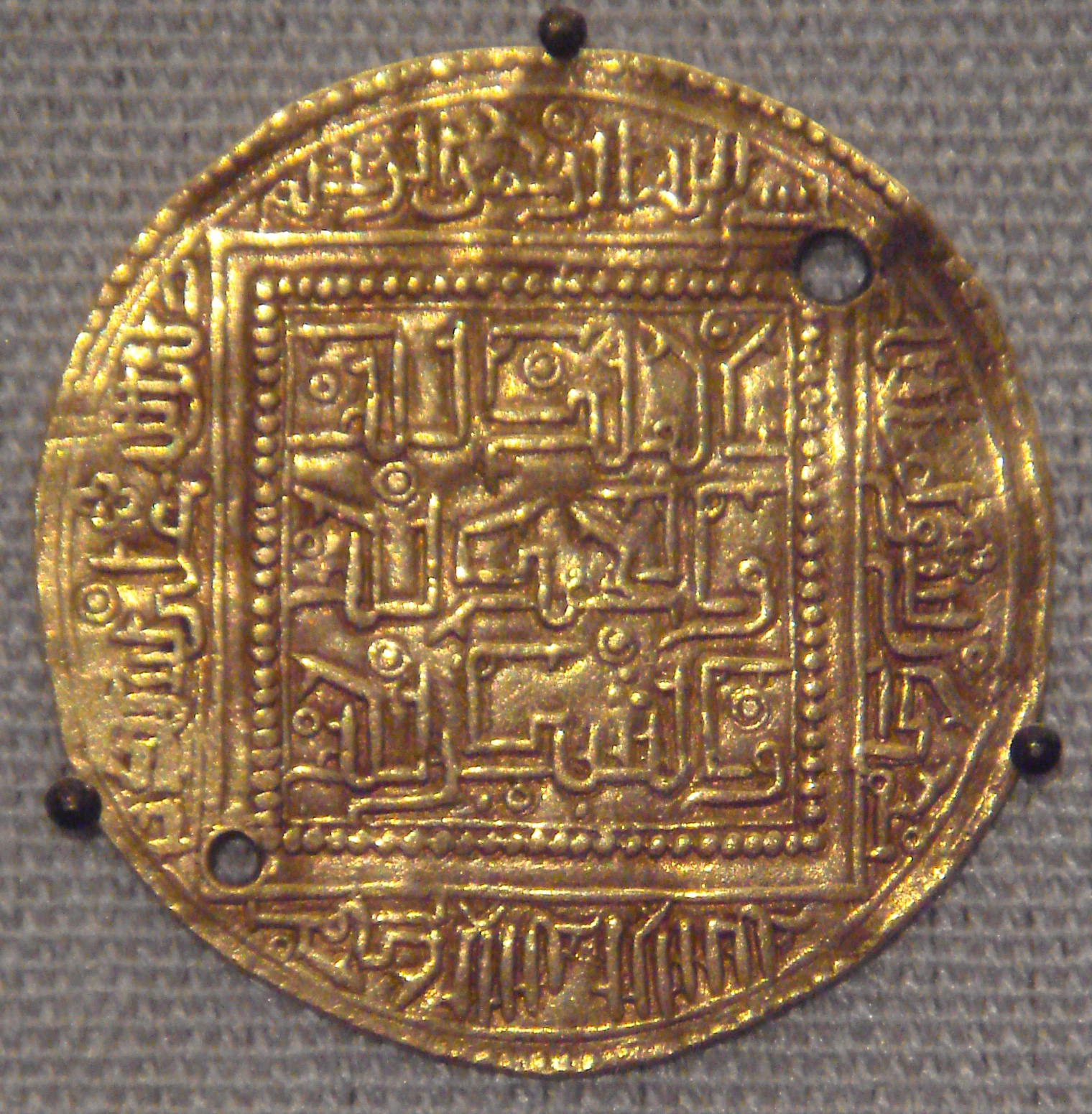
Pièce de monnaie hafside de Béjaïa (1249-1276).

La ville dotée d'une identité politique forte reste une ville importante sur le plan des sciences et du commerce. En effet, sa richesse et son emplacement de port stratégique en font un objet de convoitise pour les Zianides de Tlemcen. Ces derniers effectuent un grand siège de la ville en 1313. La ville est vue comme capitale des régions occidentales du sultanat hafside de Tunis et « place-frontière » du sultanat. Aux XIIIe siècle et XIVe siècle, elle devient à diverses occasions le siège du pouvoir d'émirs-gouverneurs indépendants, ou de dissidents de la dynastie hafside. Ces « souverains de Béjaïa » étendent leur autorité — qui va souvent de pair avec une dissidence politique — à l'ensemble du domaine de l'ancien royaume des Hammadides : Alger, Dellys, Miliana, Constantine, Annaba et les oasis du Zab. Ibn Khaldoun les décrit comme gouvernant « Biğāya wa al-ṯagr al-garbī min Ifriqiya » (la ville de Béjaïa et la marche occidentale de l’Ifrīqiya). Ibn Khaldoun sera d'ailleurs le chambellan (équivalent alors de Premier ministre) de l'administration indépendante d'un sultan hafside de Béjaïa, Abou Abdallah, en 1365.
Le XVe siècle voit globalement un retour à la centralisation de l’État hafside. Mais à la fin du XVe siècle et au début du XVIe siècle, Léon l'Africain et Al-Marini décrivent un prince de Béjaïa, séparé de celui de Tunis, avec une situation similaire à Constantine et Annaba, ce qui traduit un morcellement du territoire hafside. Durant les dernières années du pouvoir hafside, face au déclin du commerce en Méditerranée, l'activité corsaire se développe, du fait notamment des Andalous qui connaissent les rivages et les flottes d'Espagne,.

### Les siècles de décadence de Béjaïa
A l'instar du sort tragique subi à la charnière du XVe siècle par moult caravansérails et plusieurs cités médiévales du Sahara et du littoral maghrébin, parfois radicalement, celles caractérisées par une économie significativement liée au commerce transsaharien-méditerranéen ainsi que par un manque de substituts de façon inhérente ou de facto (telles Mahdia en Tunisie, Honaïne en Algérie, radicalement Sijilmassa au Maroc, etc), Bejaia amorce ainsi son déclin dans ce cadre de concours de circonstances de reconfiguration du commerce mondial au profit des nouvelles routes maritimes dominées dans un premier temps par les Portugais et les Hollandais au détriment des précédentes routes caravanières et ce qui leur était connexe.

#### Une cité convoitée
Les Espagnols, sur la lancée de la Reconquista, effectuent des raids sur les ports d'Afrique du Nord. La ville est prise par l'Espagnol Pedro Navarro en 1510 au sultan Abdelaziz. Les Espagnols mettent fin au « royaume de Bougie » du Maghreb central. Ils font de la ville un de leurs comptoirs qui se maintient grâce aux relations avec Pise et Gênes. Mais leur rudesse provoque la fuite de la population locale, et des conflits avec les Berbères des alentours. La ville ne peut plus servir de relais d'échange avec l'arrière-pays et Abou Bakr, le frère de Abdelaziz et sultan tente de reprendre la ville en 1512 à partir de sa nouvelle capitale, Constantine (reprenant le dispositif de siège zianide du XIVe siècle).
Les Espagnols se contentent de contrôler un périmètre formant une sorte de triangle compris entre Bordj Abdelkader, la Casbah et le Bordj Moussa. La ville comprise en dehors de ces limites n'est pas défendable par la faible garnison espagnole et est ruinée. L'esprit de l'inquisition influence la politique espagnole locale, les Juifs sont chassés de la ville et les élites citadines, dont les lettrés, fuient. La tradition savante se déplace alors massivement vers les zaouïas de l'arrière-pays kabyle, les manuscrits sont également déplacés et dispersés. La population de la ville est en chute libre, et même la garnison espagnole se réduit de plus en plus ; elle compte 500 hommes en 1555.

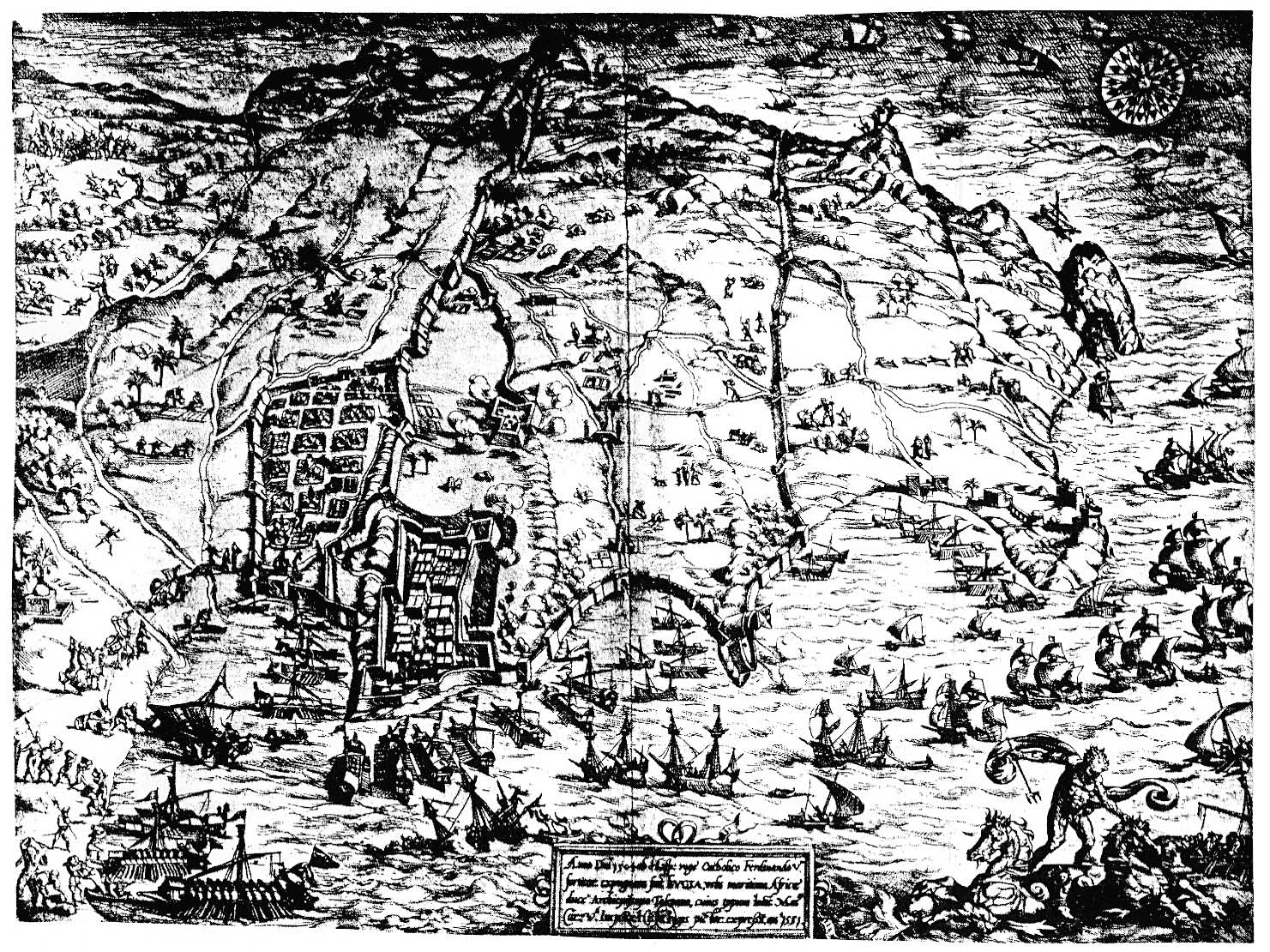
Gravure de la ville par Jan Vermeyen (1551), conservée à la BnF.

Les anciennes possessions de Béjaïa sont morcelées, ce qui entrave la reconquête de la ville. En Kabylie, El Abbès le fils du sultan de Béjaïa fonde sa principauté autour de la Kalâa des Béni Abbès emmenant une partie des élites de la ville ; sur la rive ouest de la Soummam il est concurrencé par Belkadi, descendant du juriste bougiote Al Ghobrini qui fonde le sultanat de Koukou. À Constantine c'est Abou Bakr, frère de l'ancien sultan, qui se proclame sultan sur tout l'Est algérien. Ces divers protagonistes, rivaux entre eux, espèrent chacun reconquérir la ville et unifier ses anciennes dépendances,.
C'est à cette époque que dans un Maghreb où les anciens États sont en déliquescence qu'apparaissent les frères Barberousse, corsaires grecs convertis à l'islam qui s'implantent dans la ville voisine de Jijel. Ils se joignent aux différentes tentatives de reprendre la ville aux Espagnols grâce à leur savoir-faire en matière de navigation. Ils finissent par fonder leur propre État autour d'Alger, basé en partie sur l'activité corsaire, et étendent rapidement leur influence sur l'Algérie septentrionale en rentrant progressivement dans l'orbite ottomane et en se présentant aux yeux de la population comme concurrents directs des Espagnols. Béjaïa devient rapidement un objectif stratégique ; les Barberousse évincent progressivement les Hafsides de Constantine et Annaba. Charles Quint se sert de la ville comme un repli après la désastreuse expédition de 1541 contre Alger,.

#### Une cité marginalisée

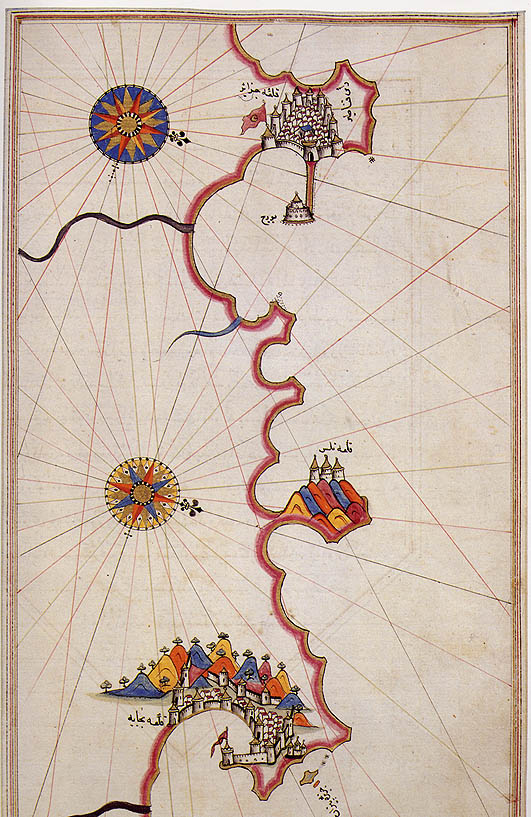
Carte maritime ottomane de Piri Reis du XVI représentant la côte : Alger (au nord), Dellys (au milieu) et Béjaïa (au sud).

Les Barberousse n'atteindront jamais leur objectif de reprendre Béjaïa de leur vivant. C'est un de leurs successeurs, le beylerbey Salah Raïs qui finit par entrer dans la ville après la bataille de Béjaïa (1555) avec l'aide des Kabyles de Koukou. La ville est intégrée à l’État de la régence d'Alger et dépend du beylik de Constantine jusqu'en 1830. Le découpage territorial en trois beyliks place la ville dans une position marginale. Le rêve politique des Barberousse d'implanter leur capitale dans Béjaïa est abandonné ; la régence est déjà installée à Alger qui est un port fortifié et dans lequel de nombreux aménagements ont été effectués. La seule institution d'envergure maintenue sur cette période est celle du dar senâa, les chantiers navals ou arsenaux de la ville qui fournissent des navires à la régence.
La ville, dotée d'un caïd turc, est vue surtout comme une cité possiblement concurrente d'Alger et encerclée de montagnes hostiles. L'élévation d'une flotte corsaire est surveillée de près de peur de la voir concurrencer celle d'Alger ; la flotte d'Alger vient hiverner dans ses criques où elle est naturellement à l’abri. La ville voit donc son déclin s'accentuer après le départ des Espagnols. Les habitants entretiennent une petite flotte de commerce d'une vingtaine de chebeks ou felouques qui commercent quand la météo est favorable avec Alger, Oran, Bouna et Tunis pour y exporter les productions de la région. L'hiver, cette flotte est stationnée sur la plage de Dar senâa sous la Casbah pour n'être remise à flot qu'au printemps. Les marchandises exportées sont de l'huile, de la cire, des figues sèches, et des cuirs ; des tissus et de céréales sont importés. Ces navires peuvent transporter du bois pour la karasta : l'exploitation du bois pour la construction navale d'Alger. L'activité corsaire se poursuit durant cette période, notamment avec celle de Jijel. En 1671, la ville est visée par les Anglais conduits par Édouard Sprague qui la bombardent pour faire cesser les attaques corsaires contre leurs navires.
Durant toute cette période, la ville n'est pas entretenue, et les descriptions de divers voyageurs traduisent la dégradation du bâti et le manque de réparation. Sidi M'hamed Amokrane, un marabout, fils du sultan des Aït Abbas, Sidi Naceur Amokrane (ou Mokrani), s'installe près de Béjaïa vers 1630, avant d'aller vers Jijel. Il déplace sa zaouïa du village d'Ama'dan vers la ville où les Turcs le chargent de diriger la karasta. À l'époque d'Al Warthilani (1713 – 1779), la ville semble être entre les mains de trois personnages importants : le cadi, le caïd et le descendant du marabout Mokrani.
Les caïds demandent aux marabouts de passer sous laânaya (protection) des troupes de Béjaïa jusqu'à Alger. En effet, la ville située au cœur de la Kabylie, indépendante du pouvoir exécutif d'Alger, est souvent assiégée lors de conflits insurrectionnels entre les diverses confédérations de la région. Lors de la grande révolte de 1806, menée par le chérif Ben el Harche, la ville est assiégée sans succès. En 1823, les tribus des Bibans et de la Soummam s'emparent du caïd de la ville. En 1825, l'agha Yahia, commandant des troupes venues d'Alger, envahit la ville et lance des opérations de répression sur les tribus de la Soummam. Le chaouch Mohamed Ben Kanoun a joué un rôle clé lors de la révolte des tribus de Bougie en 1823. En tant que représentant de Yahia Agha, il a été chargé de négocier avec les chefs locaux pour faciliter le passage de soldats turcs destinés à Alger, alors sous blocus anglais. Sa mission a impliqué des rencontres avec des figures influentes de la région, notamment El-Hadj el-Mouloud, un marabout respecté des Béni Idjeùr, qui l'a aidé à obtenir le soutien des principales tribus de l'Oued Sahel. Grâce à ses efforts diplomatiques, il a réussi à obtenir des mules pour transporter les troupes, malgré les tensions locales et les défis logistiques.
Cette intervention souligne l'importance de Mohamed ben Kanoun en tant qu'intermédiaire efficace entre les autorités ottomanes et les tribus kabyles, contribuant ainsi à maintenir l'ordre et à faciliter les déplacements militaires essentiels pour la défense d'Alger.

#### La chute de la régence et la période coloniale

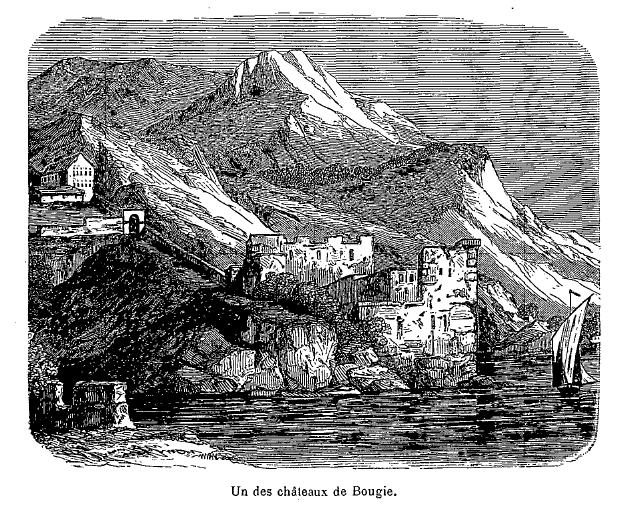
Le bordj Abdelkader au XIXe siècle.

En 1830, les Français se lancent à la conquête de l'Algérie. Au début, l'expédition est dirigée contre Alger. Mais très tôt, les envahisseurs cherchent à occuper l'ensemble du pays, notamment la Kabylie contre laquelle sont dirigées plusieurs expéditions. Béjaïa, passée sous le contrôle de la tribu des Mezzaïa après la chute du dey d'Alger, subit plusieurs incidents impliquant des navires français et anglais. En 1831, deux expéditions visant à lui imposer comme caïd un dénommé Mourad, puis un certain Bou Setta, sont mises en échec. Une nouvelle expédition aboutit en 1833 à la prise de la ville, après une résistance acharnée de ses habitants. Cependant les Français ne parviennent pas à en conquérir les alentours.

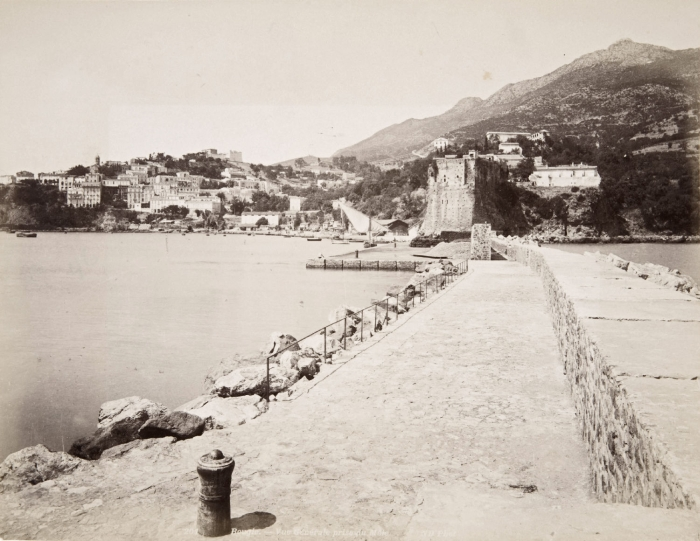
Vue générale de l'embarcadère de Béjaïa (v.1880).

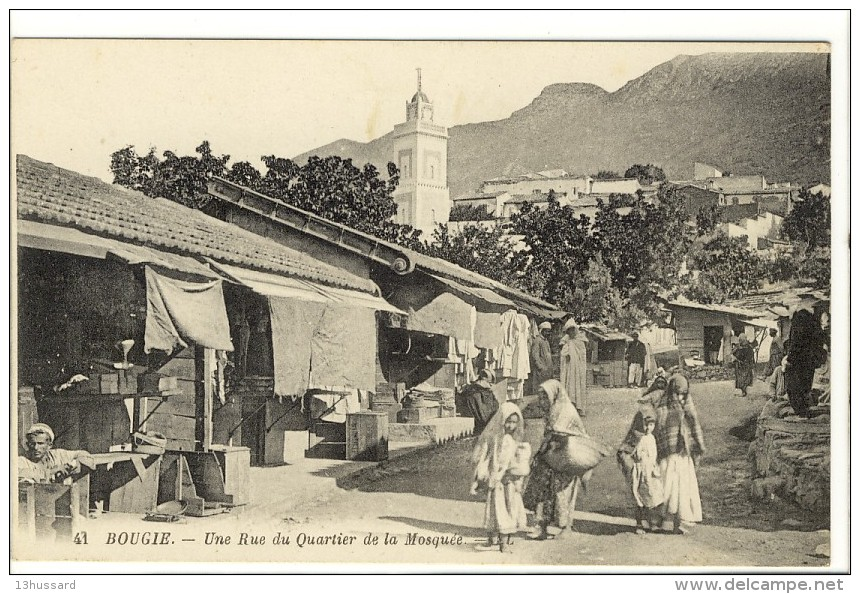
Le souk de Béjaïa à proximité de la mosquée Sidi Soufi (début du XX).

La ville et sa région opposent une résistance farouche à la présence coloniale française ; d'ailleurs comme les Espagnols au XVIe siècle, les Français se contentent d'une occupation restreinte jusqu'en 1846. Divers ouvrages défensifs sont aménagés autour de la place, notamment sur les hauteurs,
La ville prend part à plusieurs soulèvements et insurrections, comme celle du chérif Boubaghla, et surtout la grande révolte du Cheikh El Mokrani et du Cheikh Aheddad en 1871.
Lors de la conquête française, la ville n'était plus qu'une très modeste bourgade d'environ 2 000 habitants. La ville est érigée en commune de plein exercice par décret du 17 juin 1854. Les Français comblent partiellement la baie et aménagent le port et l'avant-port de la ville. Les travaux d'urbanisme (aménagement du front de mer et de grands axes) marquent son tissu urbain. Elle retrouve progressivement un rôle de débouché de la Kabylie, et de port d'export de produits agricoles locaux. Les habitants algériens maintiennent toujours leur activité de navigation marchande par cabotage le long des côtes. En 1906, le phare du cap Carbon est construit, c'est le plus haut au monde du fait de son emplacement naturel (altitude 220 mètres) et il a une portée de 33 miles.
Le 8 mai 1945, la répression conduite par les forces coloniales françaises à Kherrata, où la marine de guerre est mise à contribution pour un bombardement naval des côtes de la région de Béjaïa, fait des milliers de victimes.
Pendant la guerre d'indépendance algérienne, l'organisation du FLN et de l'ALN crée pour la première fois un territoire administratif kabyle, la wilaya III ; Béjaïa fait partie de cet ensemble. Le congrès de la Soummam qui est la réunion politique du FLN qui fixe la ligne politico-militaire du mouvement national algérien dans la guerre a lieu à Ouzellaguen, dans l'arrière-pays bougiote.

### L'agglomération moderne
À la veille de la guerre d'Algérie en 1954 elle comporte 30 000 habitants dont 6 200 Européens. Une des dernières décisions de l'administration coloniale est de constriure un oléoduc, depuis Hassi Messaoud, avec la ville comme dépôt terminal et port pétrolier. En 1959 Béjaïa est le port pétrolier le plus important de l'Algérie, ce qui est source de revenus. En 1962, elle est intégrée dans la wilaya de Sétif, avant de devenir le siège de sa propre wilaya en 1974. La ville connaît un essor démographique, et une urbanisation de la plaine du Lekhmis, à la suite de l'afflux de ruraux, notamment de Kabylie.
Béjaïa, comme d'autres villes de la Soummam, est un des foyers de la revendication identitaire berbère lors du printemps berbère de 1980 ; et en 2001, lors du printemps noir. Si elle peine à s'imposer comme capitale économique de la Petite Kabylie, elle est indéniablement la capitale culturelle de la Kabylie, en concurrence avec Tizi-Ouzou. L'ouverture du champ politique a permis l’émergence de groupements, associations, manifestations artistiques et culturelles de tous types. Le Centre Universitaire, par sa présence, soutient le mouvement et il est programmé d'installer à Béjaïa l'institut de langue tamazight.
Cette expansion rapide de la ville est également un défi sur le plan de l'urbanisme ; la ville a en effet du mal à s'assurer un hinterland du fait du relief. D'autre part le patrimoine et la culture sont également un enjeu car menacés à long terme. Le site exceptionnel pose aussi la question environnementale et celle des pollutions liées aux activités domestiques et industrielles. Au début des années 1990, l'augmentation de la population combinée à l'absence de planification et l’insuffisance des politiques publiques dégrade le cadre de vie de la ville, malgré des atouts certains pour son avenir,.

## Architecture et urbanisme

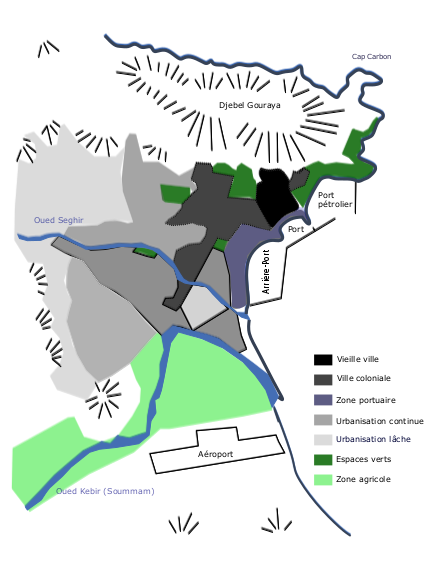
Schéma de la structure urbaine de la ville de Béjaïa.

### Paysage urbain

#### Centre-ville
Le centre-ville de Béjaïa est composé du quartier colonial et de la vieille ville, la médina, elle-même largement remaniée par les tracés urbains du temps de l’Empire espagnol, puis de l’Algérie française. La vieille ville est adossée au massif du Gouraya ; elle fut marquée par la présence espagnole durant laquelle elle perdit des nombreux édifices médiévaux (comme le palais de l'Étoile hammadide), puis par les aménagements français. Ce secteur ne manque cependant pas d'édifices ou de vestiges, antiques (notamment sur le plan archéologique) ou médiévaux ; les quartiers d'Acherchour, de Karamane et Bab El Louz possèdent encore des maisons mauresques. Mais faute d'entretien, de prise de conscience publique et de classement, l'introduction de matériaux non authentiques (béton, brique...) menace ce patrimoine. Les structures défensives de la ville sont encore présentes dans le secteur de la vieille ville à divers endroits (Bab el Bounoud, muraille hammadide près du port, Casbah...). La partie coloniale de la ville s'illustre notamment par le quartier du front de mer, amputant une partie de la vieille ville, et du port. Inspiré de l'architecture haussmannienne, il comporte également la célèbre place du 1er novembre, encore désignée comme place Geydon.

#### Quartiers périphériques
Au lendemain de l'indépendance, les développements se font dans la continuité des plans d'urbanisation coloniale et ils conservent les mêmes axes. L'extension de Béjaïa, à l'ouest et au sud, est marquée par la construction de nouveaux lotissements à Ighil Ouazoug et de cités étatiques à Sidi Ahmed, du quartier de la Plaine, du boulevard Krim Belkacem et du boulevard des Aurès. Parallèlement à la construction de cités étatiques, des constructions privées gagnent, de manière anarchique, du terrain sur la plaine. L'urbanisation de la zone d'Ihadaden est la plus récente. Sur le territoire de la commune, en périphérie de la ville se trouvent des espaces naturels, comme le parc du Gouraya, ou agricoles, telles que la plaine et la vallée de la Soummam, qui participent de l'originalité du cadre de la ville.
Outre la ville de Béjaïa, la commune administrative de Béjaïa (dont le cadre est plus large que la ville car il comprend même une bonne partie du parc du Gouraya) est composée des localités suivantes : Dar Naceur, P.K. 17, Boukhiama, Ihaddaden, Targa Ouzemour, Ighil Ouazzoug, Bir Slam, Iriyahen Est, Aérodrome, Boulimat, Oued Saket et Amtik Tafat. Ces localités sont plus ou moins éloignées de la ville.

### Gestion du patrimoine
En raison de son histoire très ancienne, Béjaïa est une ville qui possède un patrimoine riche. Il s'étend bien au-delà de la ville : les ruines de Tiklat et de l'aqueduc de Tikdja, la citadelle zianide à El Kseur et le patrimoine savant déplacé lors des périodes de crise comme l'invasion espagnole de 1510, sont autant d'éléments patrimoniaux de l'arrière-pays en rapport direct avec l'histoire de la ville,.
Un projet d'étude de réhabilitation et de classement de la médina de Béjaïa mené par l'UNESCO, et impliquant les acteurs locaux est en cours depuis 2003. L’État algérien a par ailleurs déjà inscrit des sites de la ville sur la liste du patrimoine national : les restes de l'enceinte fortifiée de Bab Fouka (porte Fouka), le Bordj Moussa, la Casbah de Béjaïa, Bab el bhar (porte de la mer), la citerne romaine et le cippe romain (pierre funéraire incrustée à une fontaine de la ville).

Les biens de la ville classés au patrimoine national
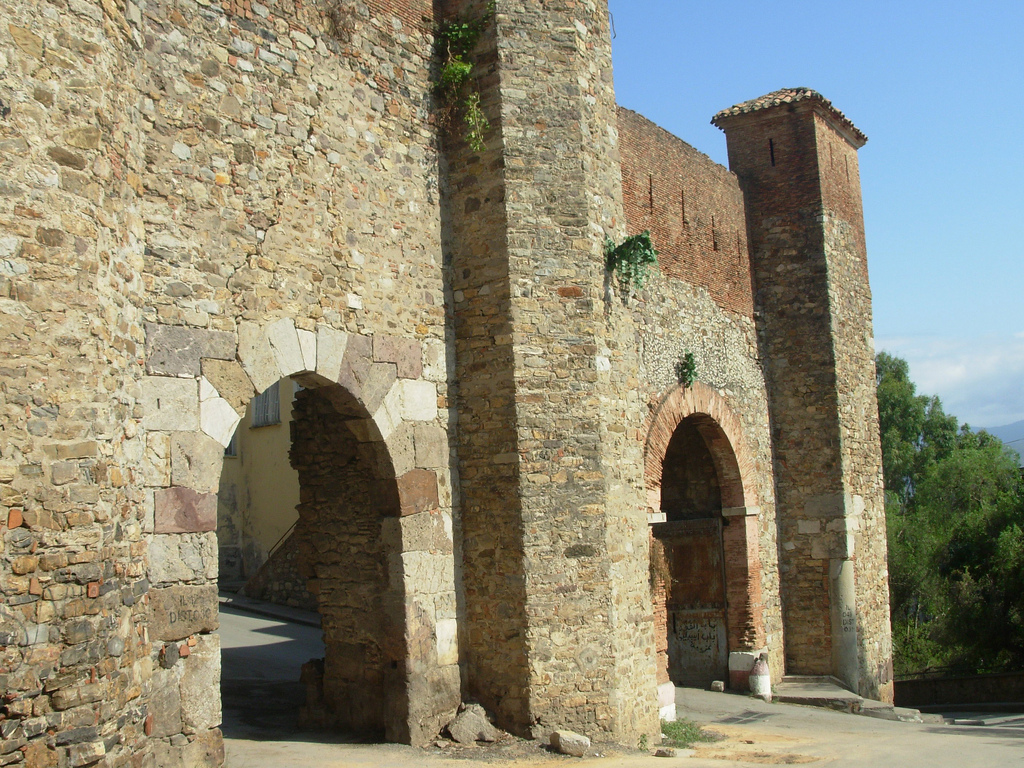
Restes de l'enceinte fortifiée de la Porte des étendards
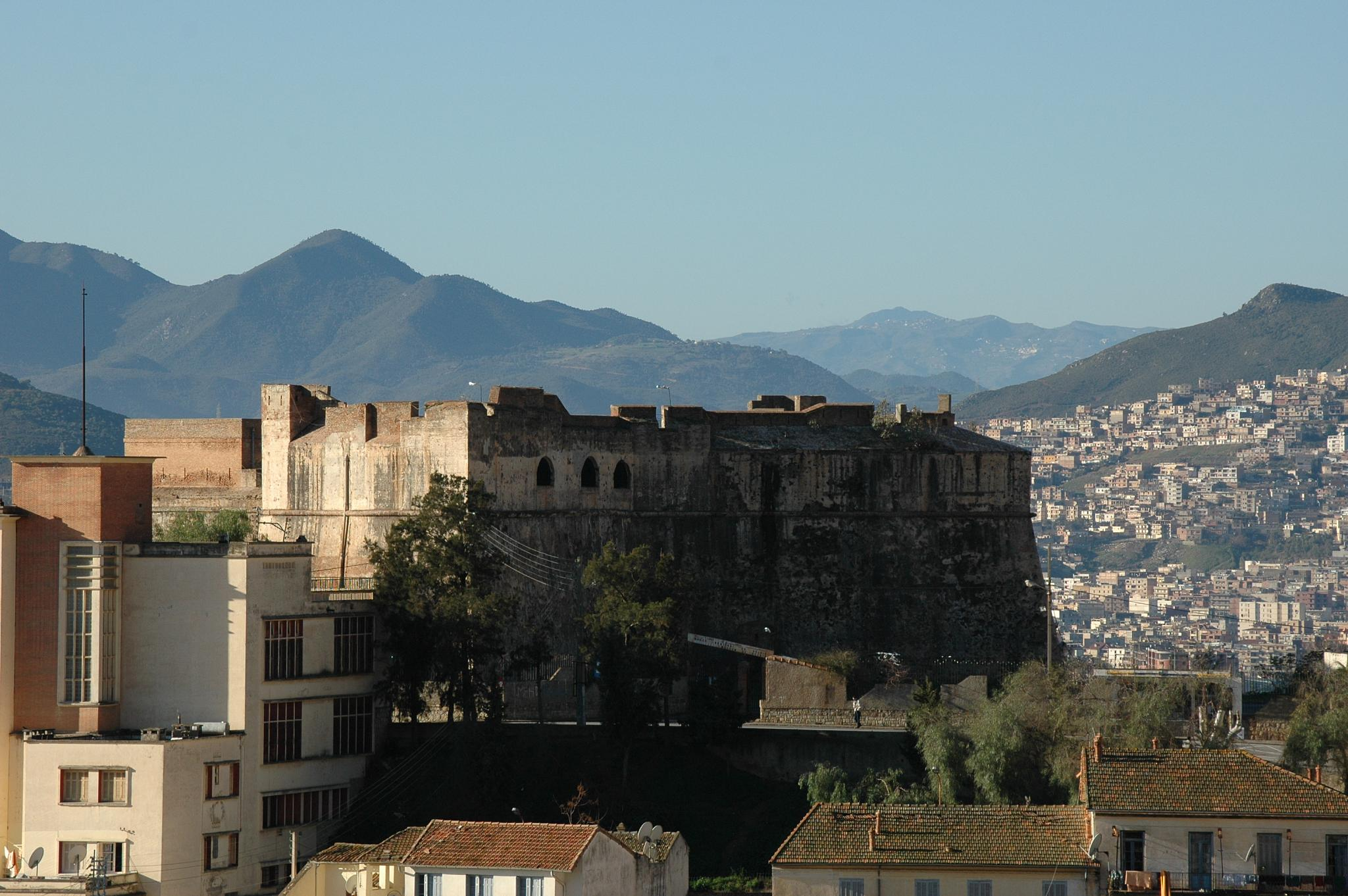
Bordj Moussa
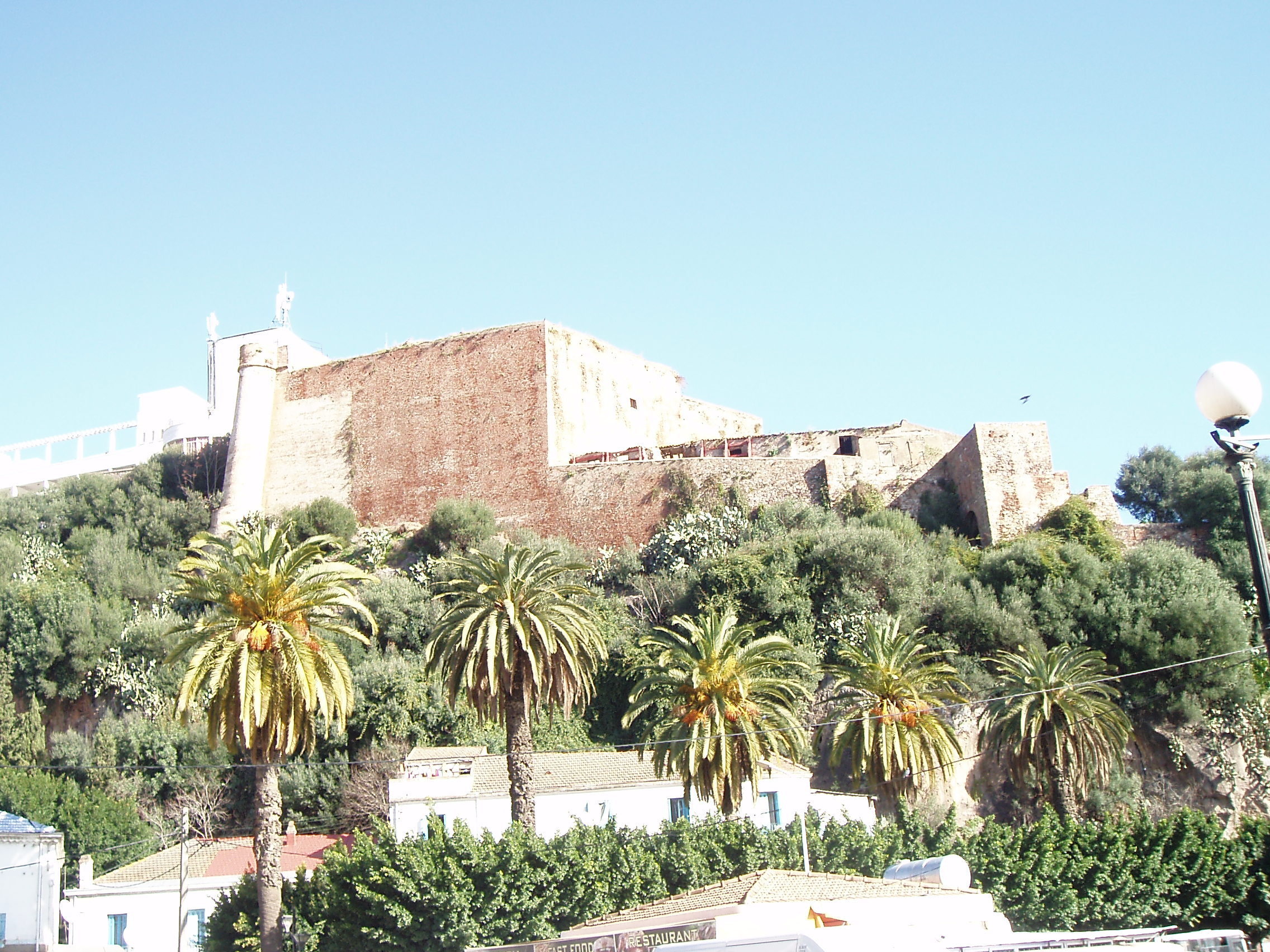
Casbah de Béjaïa (citadelle) au-dessus du port de Béjaïa, d'époque hammadide.
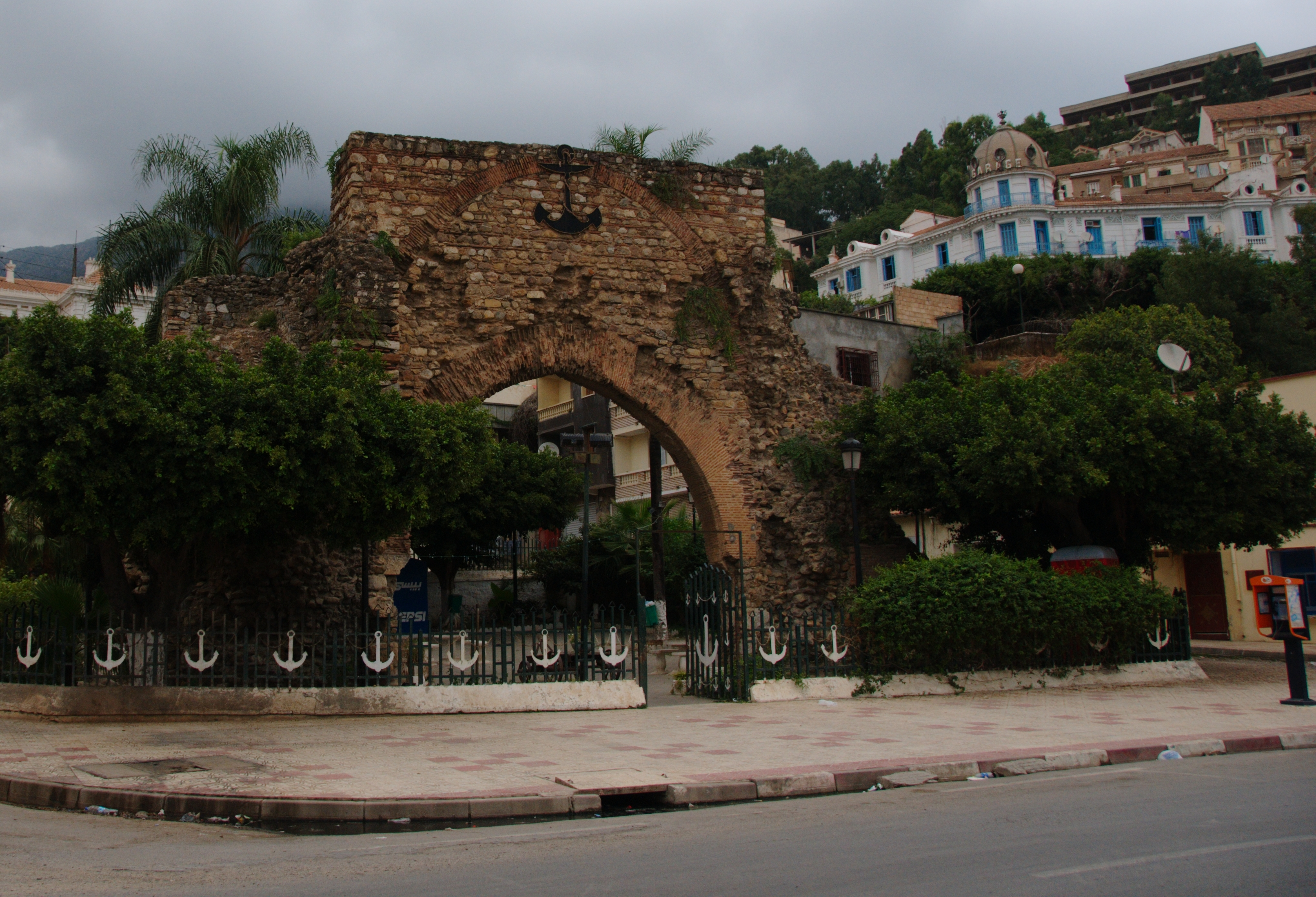
Porte Sarrasine (dite Porte de la mer)
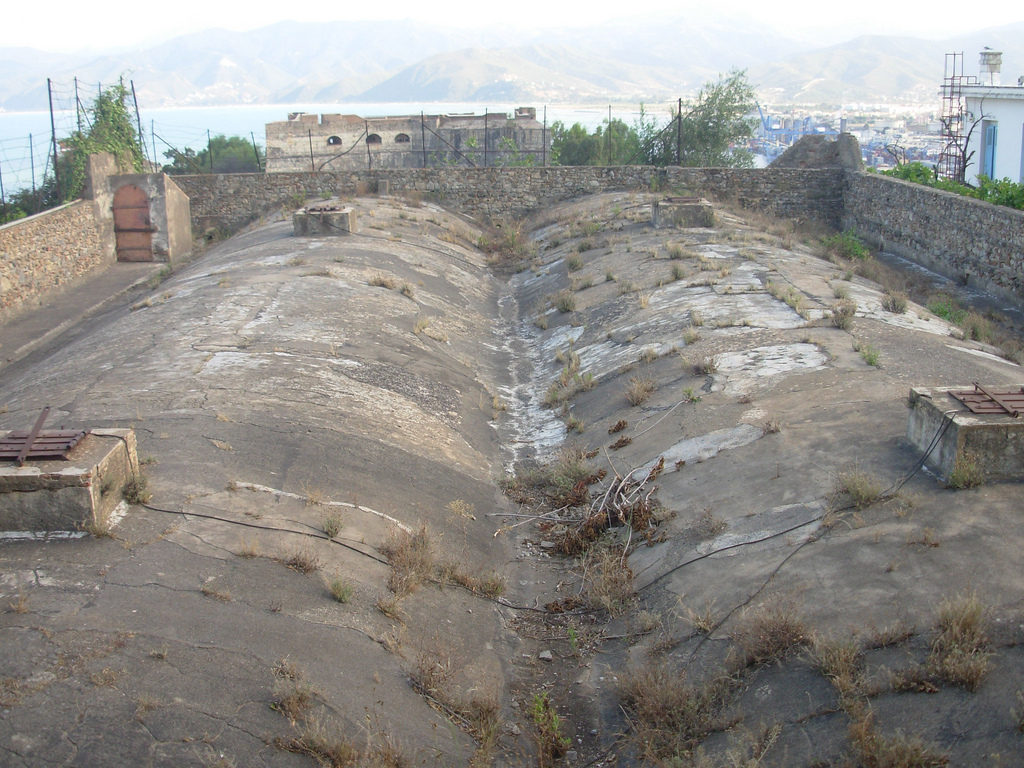
Citerne romaine
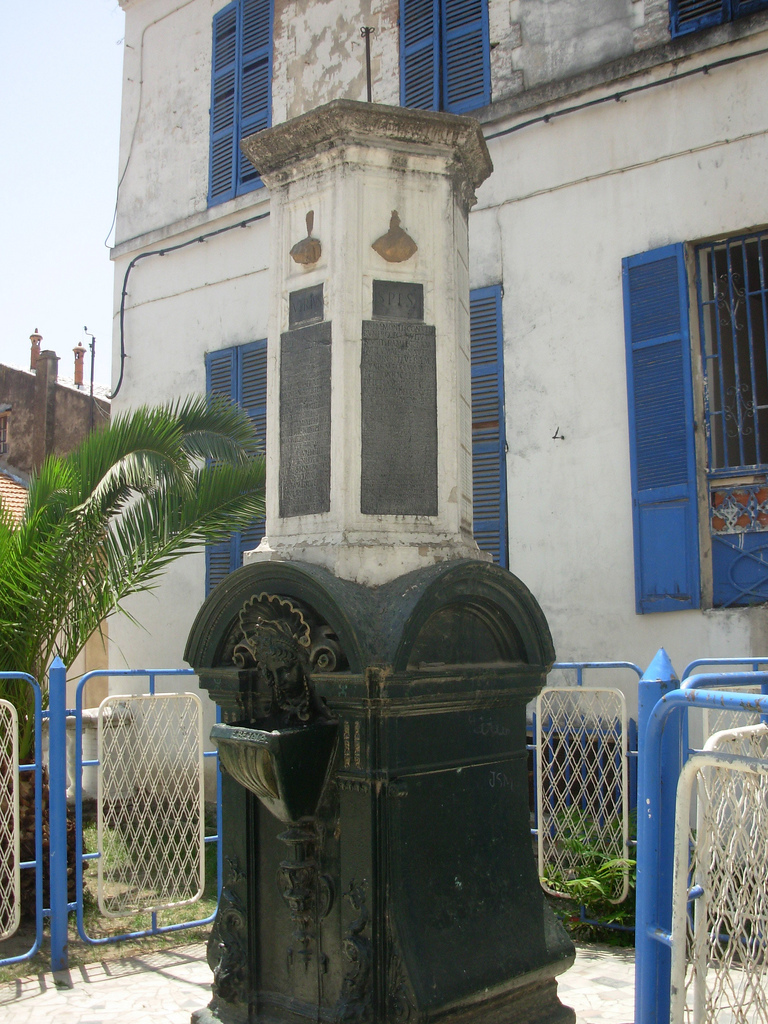
Cippe romain

Bien que la ville ne bénéficie pas d'une reconnaissance mondiale pour son statut historique, son territoire dispose d'un patrimoine original, fruit des influences accumulées sur 2 000 ans d'histoire. L'implantation de constructions humaines très anciennes dans un site naturel exceptionnel confère toute sa complexité au tissu urbain de la ville. Cette offre patrimoniale diversifiée et non valorisée, pourrait être moteur d'emplois et de revenus en mettant en avant son potentiel culturel et touristique. Cependant le diagnostic de ce patrimoine fait état de dégradations importantes, malgré sa valeur et son rôle potentiel dans le développement durable de la ville. Cette situation est le résultat d'une prise en charge menée uniquement par des acteurs officiels aux compétences mal délimitées,.

### Médina
Le secteur historique de Béjaïa n'est toujours pas défini comme secteur sauvegardé du fait de l'imbrication d'une typologie coloniale dans le tissu de la médina. Les interventions de protection se limitent aux seuls monuments classés au patrimoine national, traduisant des lacunes dans l'approche de la sauvegarde du patrimoine de la ville.
La ville de Béjaïa et sa wilaya ne comptent que 17 sites classés ; ce qui est insignifiant au regard de l’immensité du patrimoine de la ville. Les éléments classés ne représentent que les périodes antique (classements coloniaux) et hammadide (classements post-coloniaux). Il y a absence de classement des édifices anciens et importants ayant subi des transformations et des réhabilitations à l’époque coloniale : l'institut Sidi Touati, d’époque hammadide (XIIe siècle) transformé en caserne, le mausolée d’Abou Zakaria, d’époque hafside (XIIIe siècle), transformé en direction de la pêche sur la baie de Sidi Yahia, le fort Abdelkader, la mosquée et la place Sidi Soufi réaménagés à l’époque coloniale.

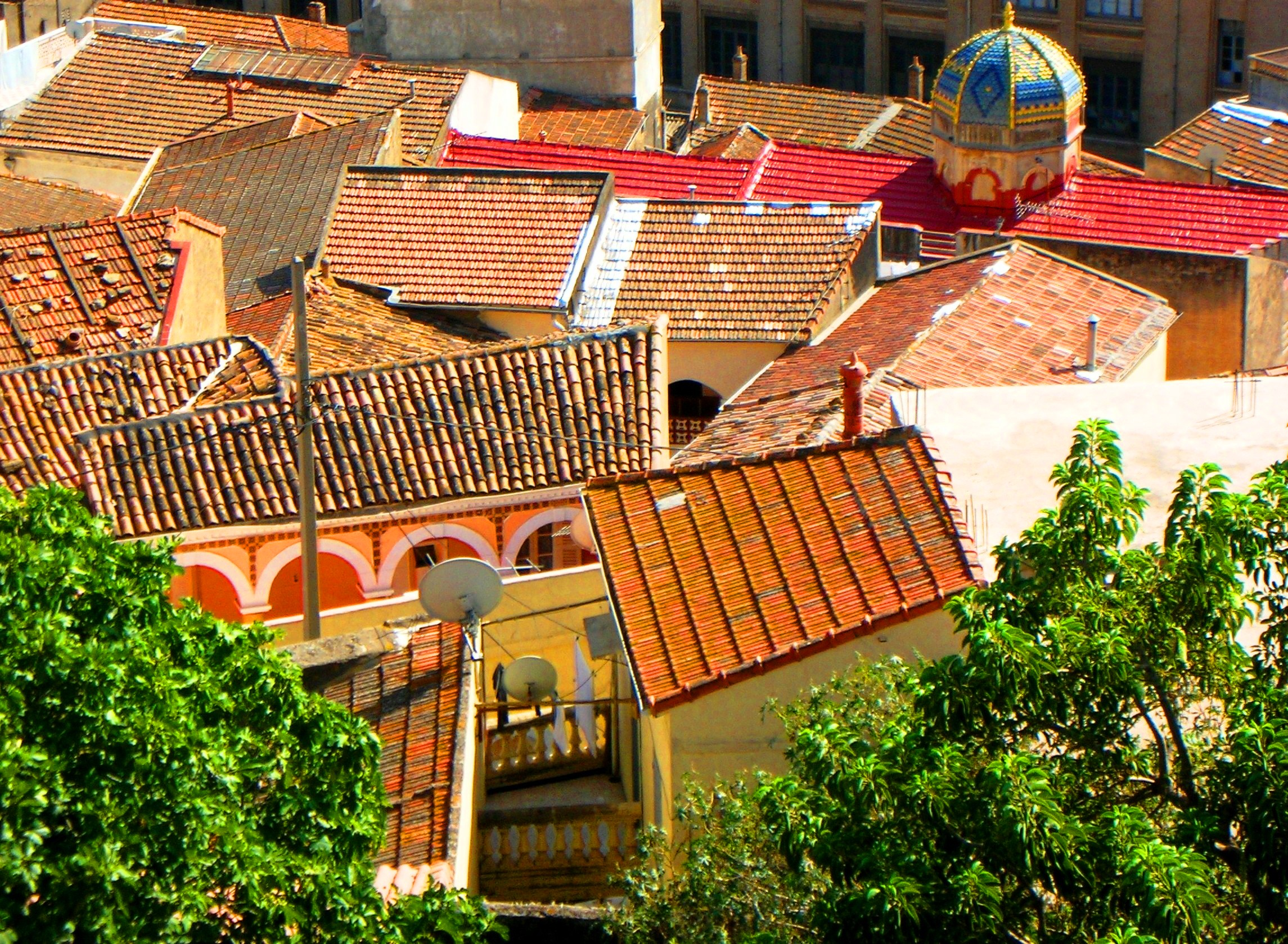
Le quartier de Karamane, un exemple de secteur de la vieille ville non classé et non sauvegardé.

Les édifices cultuels judaïques du quartier Karamane, antérieurs à la colonisation, ne sont pas inventoriés ainsi que les découvertes archéologiques plus récentes. La priorité donnée au classement d'éléments monumentaux est en contradiction avec les principes des conventions internationales orientées vers la classification d'ensembles urbains (et la définition d’un périmètre à sauvegarder) en incluant les productions mineures. La patrimonialisation sélective d'éléments précis et triés a pour conséquence une mise à l'écart de pans entiers du patrimoine local.
Outre les raisons politiques, l'absence de définition d'un secteur sauvegardé serait due à la superposition de différents styles ; les influences espagnoles et coloniales ayant largement remanié la médina. La loi algérienne prévoit d'inclure des ensembles patrimoniaux homogènes tels que les casbah, les ksours et les agglomérations traditionnelles. Dans le cas de Béjaïa, définir un périmètre impliquerait d'inclure des pans de quartier à la typologie coloniale ou bien, de définir un noyau très restreint. Le patrimoine de la ville est ainsi menacé par la paupérisation, la dévitalisation du noyau historique, l'effondrement des habitations et la perte des significations patrimoniales consécutives au départ de la population ancrée dans le tissu de la vieille ville

### Les structures défensives

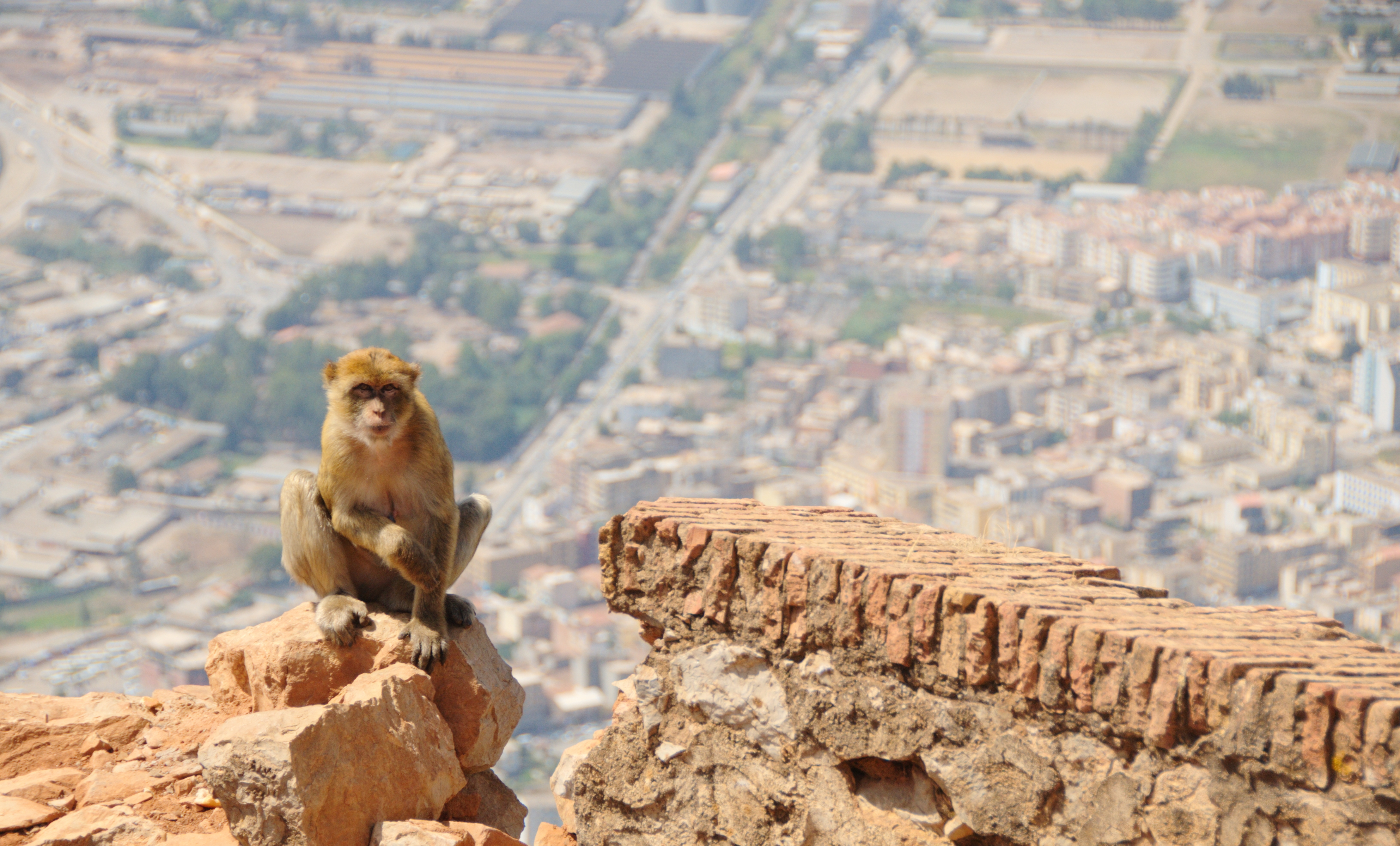
Vue sur la ville depuis le bordj du Gouraya, un aménagement tirant parti du site.

La ville comporte encore des pans entiers de la muraille berbère médiévale, bâtie sous la dynastie hammadide (XIe siècle) dont il subsiste d'anciennes portes : Bab el Bounoud et Bab el Bhar. Le principal ouvrage défensif de la ville, la Casbah, est à l'origine d'époque almohade. Le fort Abdelkader, face à la mer, est aussi un legs de la période berbère médiévale. La période espagnole (1510-1555) et les conflits avec les Berbères aux environs sont à l’origine de la destruction de nombreux édifices (palais, mosquées...) qui faisaient la gloire de la cité médiévale. La structuration de la ville à des fins défensives par les Espagnols redessine la morphologie de la ville à partir du XVIe siècle : la Casbah est aménagée, le bordj Moussa est construit à proximité des ruines de l'ancien palais de l'étoile , et, sur la montagne du Gouraya, est aménagé un fort (bordj Gouraya), sur un ancien point d'observation à proximité d'un lieu de pèlerinage maraboutique consacré à Yemma Gouraya, une sainte locale. Ce dernier ouvrage permet, en tirant parti du relief, de dominer l'ensemble de la ville et la mer, et sera remanié au XIXe siècle par les Français.

### Béjaïa et ses alentours

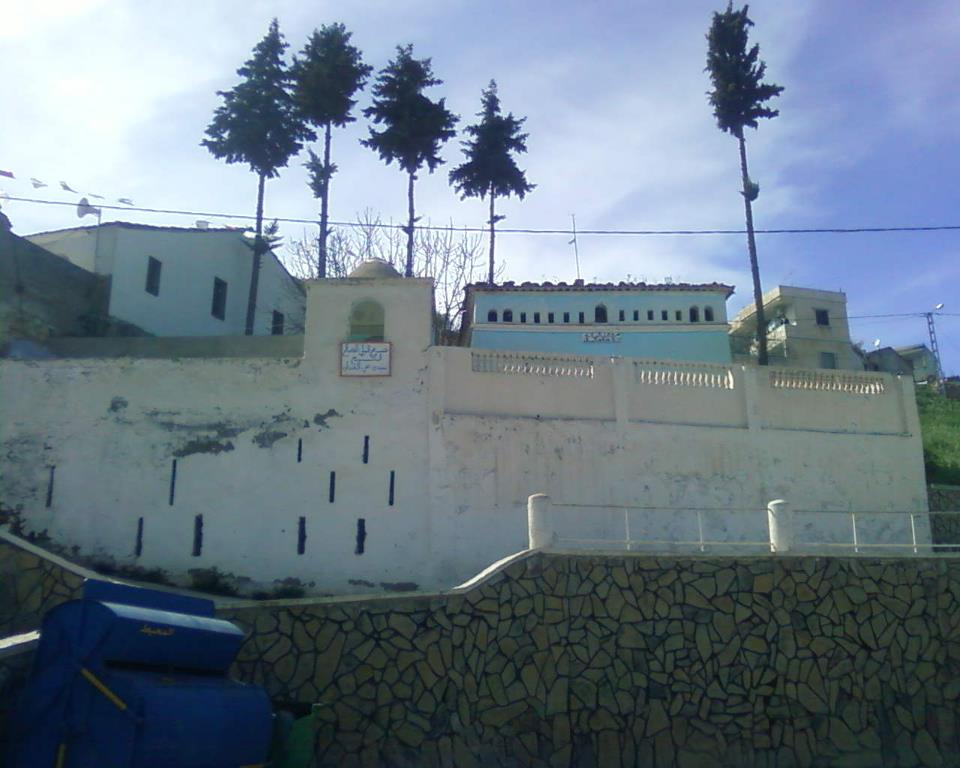
Timaamart de Tamokra fondée au XVe siècle par Sidi Yahia El Aidli un savant formé à Béjaïa.

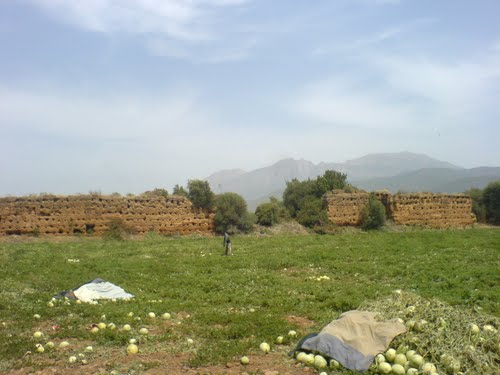
Citadelle de Timzizdekt à El Kseur, bâtie lors du grand siège de la ville par les Zianides au XIVe siècle.

L'arrière-pays possède une organisation et un patrimoine en lien avec la ville de Béjaïa et son histoire. De nombreuses stèles aux écritures berbères libyques ou néo-puniques datant de la période numide et de la diffusion des influences puniques sont retrouvées dans la région. Ainsi dans la vallée de la Soummam, on retrouve les traces de la présence punique ou romaine qui ont marqué la ville (connue dans l'antiquité sous le nom de Saldae) ; c'est le cas des ruines de la cité de Tiklat (Tubusuptu).
L'histoire médiévale de Béjaïa a également marqué les environs et la toponymie. Le triq sultan, la route royale, d'époque hammadide relie les Hauts-Plateaux, plus précisément leur première capitale : la Kalâa des Beni Hammad à Béjaïa. Les différentes luttes dynastiques pour s'emparer de la ville, considérée comme stratégique, ont laissé dans la région divers ouvrages fortifiés. C'est le cas de la citadelle zianide à El Kseur qui, bâtie par les assaillants, servait de place forte en vue de la conquête de Béjaïa alors aux mains des Hafsides.
L'exode des lettrés bougiotes au XVIe siècle, fuyant les Espagnols, déplace une partie de la riche tradition savante médiévale de Béjaïa vers les zaouïas ou timaamart de la région durant les « siècles obscurs » de la ville. Les plus illustres étant celles de Chellata, des Aït Yala et notamment de Cheikh el Mouhoub. Une partie des manuscrits de la ville, ou leur contenu recopié, ont été transmis par ce biais et ont permis aux historiens du XIXe siècle de se pencher sur l'histoire de la ville. Ces manuscrits abordent divers sciences pratiquées localement, notamment l'astronomie, traditionnellement pratiquée jusqu'au début du XXe siècle ; ils portent aussi sur la théologie musulmane dont Béjaïa fut un des centres d'étude de premier plan au cours de son histoire.

### Les défis de la ville

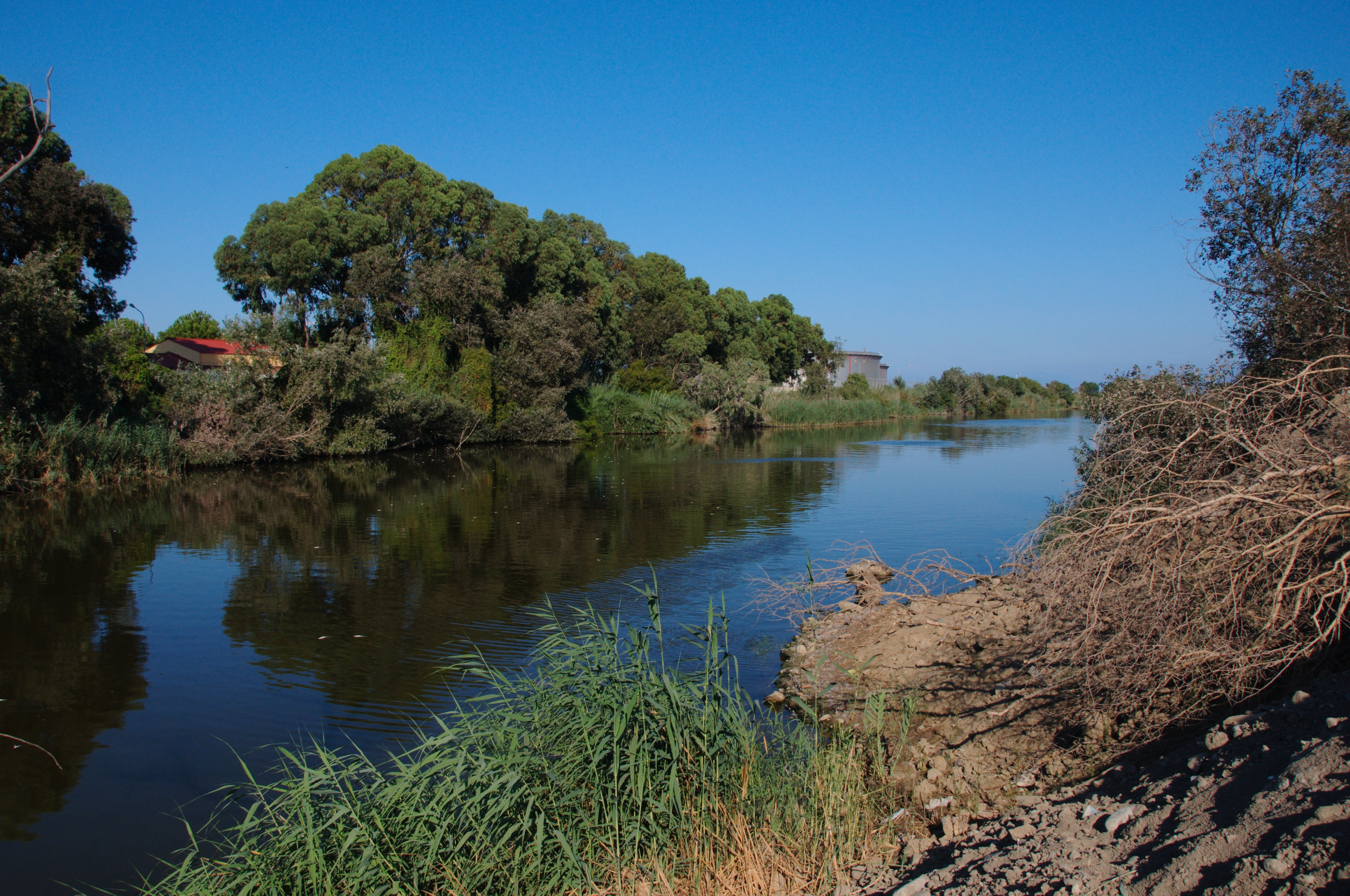
Un phénomène de « poissons morts » sur la Soummam.

La ville de Béjaïa est confrontée à de multiples défis urbains et environnementaux. C'est une ville en forte croissance démographique, dotée d'une interface portuaire et d'un secteur industriel dynamique ; mais l’insuffisance des politiques publiques urbaines font peser divers menaces sur la ville.
La ville a connu depuis la fin de période coloniale une urbanisation en « secteurs fonctionnels » qui n'a pas donné de résultat efficaces. La mise en place, au cours des années 1970, de vastes zones industrielles hétérogènes (pétrochimie, manufacture, agro-alimentaire...), à l'est de la ville (côté vallée de la Soummam), a dépossédé l'urbanisation de la ville de toute logique. La proximité de ces zones n'améliore pas leur efficacité et elles empiètent sur une partie stratégique de la ville, en plus d'être source de pollution importante pour le fleuve, l'estuaire et la baie.
L'expansion démographique se fait aux dépens des plaines fertiles du côté de la vallée de la Soummam et concerne très peu les contreforts montagneux du Gouraya ; il s'ensuit une bétonisation des surfaces cultivables et une altération de l’environnement immédiat de la ville. Le tournant des années 1970 voit ainsi la ville quitter la montagne pour envahir ces plaines qui servaient d'arrière-pays agricole. L'expansion de la ville se fait de manière anarchique, avec un manque de planification et donc de services publics dans les nouveaux quartiers périphériques. Il y a également une saturation des axes routiers de la ville ou de sa périphérie, car aucune politique de transport d'envergure n'a été mise en œuvre. L’autoroute devant desservir la ville est encore en travaux et les dessertes ferroviaires inefficaces contribuant à l'inconfort des habitants dans leurs déplacements,.
Ces éléments, qui pèsent sur l'environnement, se combinent à un afflux de touristes venant des villes algériennes intérieures sur le littoral en période estivale. Il n'y a pas de politique cohérente de gestion des déchets au niveau de la ville et des plages. La vallée de la Soummam est également bordée en amont par des zones industrielles comme celles d'Akbou qui déversent des polluants chimiques dans le fleuve sans aucun contrôle public rigoureux. Il existe d'ailleurs épisodiquement un phénomène de poissons morts sur le fleuve, dont on ne sait s'il est lié à une réduction du débit du fleuve, induisant une moindre oxygénation de ses eaux, ou à la pollution. Le site de la ville de Béjaïa apparaît donc comme fragilisé par les aménagements, les activités humaines et surtout le manque de planification et les insuffisances de l'État et des collectivités (wilayas et communes). La question d'un développement durable incluant la préservation du patrimoine, du site naturel et impliquant les habitants reste entière ; même si au niveau associatif ou universitaire une prise de conscience a déjà eu lieu, les actions ont une portée encore trop limitée pour améliorer durablement la situation.

## Religion

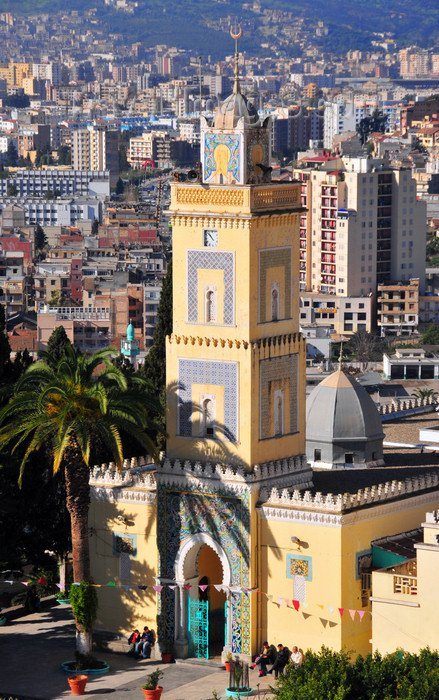
Mosquée Sidi Soufi

### Mosquées
- Mosquée Sidi Soufi
- Mosquée Iheddadèn
- Mosquée Al-Kaouthar
- Mosquée Iben Badiss (ancienne Eglise Sainte-Thérèse)
- Mosquée Sidi-ElMouhoub (ancienne Eglise Saint-Joseph)
- Mosquée Abou Soufiane ( Baba Fessiane dans le parler local)
- Mosquée Sidi-ElKhider

### Zaouïas
- Zaouïa de Béjaïa

### Cimetières
- Cimetière de Béjaïa
- Cimetière Sidi M'Hamed Amokrane
- Cimetière Sidi Ahmed

## Démographie
| Année | Population | Année | Population | Année | Population |
| ----- | ---------- | ----- | ---------- | ----- | ---------- |
| 1901  | 14 600     | 1931  | 25 300     | 1974  | 104 000    |
| 1906  | 17 500     | 1936  | 30 700     | 1977  | 74 000     |
| 1911  | 10 000     | 1948  | 28 500     | 1987  | 114 500    |
| 1921  | 19 400     | 1950  | 43 900     | 1998  | 144 400    |
| 1926  | 15 900     | 1960  | 63 000     | 2008  | 177 988    |

La ville de Béjaïa connait un début d'accroissement démographique dès la période coloniale, mais avec un bilan contrasté. En effet, dès la fin du XIXe siècle, elle reprend son rôle de débouché naturel de la Kabylie, notamment de port d'exportation pour les produits agricoles. La ville développe alors une activité économique qui fait affluer une population nouvelle, un phénomène amplifié par des travaux d'urbanisme de grande ampleur. Cependant, il faut attendre la fin de la période coloniale pour que se maintienne une tendance durable à l'augmentation de la population citadine permanente, après le départ des populations de pieds-noirs et juives de la ville. La courbe démographique, irrégulière durant la période coloniale, commence à se stabiliser après l'indépendance pour suivre une courbe ascendante nette sous les effets conjugués d'un accroissement naturel et surtout du flux d'habitants provoqué par un exode rural massif. Le seuil des 100 000 habitants est franchi dans les années 1970. Il s'accompagne d'une urbanisation extensive et de plus en plus anarchique des environs, comme la plaine du Lekhmis. Sur 40 ans, s'étalant des années 1950 aux années 1990, la population et la surface de la ville ont été multipliées par 4. L'afflux des ruraux accentue le caractère berbère, et berbérophone de la ville en marginalisant numériquement la vieille population citadine au dialecte arabisé.
Sur la période 1998-2008, le taux d'accroissement de la population est de 1,7, et le recensement de 2008 dénombre 177 988 habitants selon l'Office national des statistiques. Le taux de scolarisation global est de 94,9 % (sur les six à quatorze ans). Le taux d'instruction dans l'enseignement supérieur est de 11,2 % (des plus de six ans). L'analphabétisme touche 18,5 % des plus de dix ans.

L'expansion de la ville sur la plaine de Lekhmis
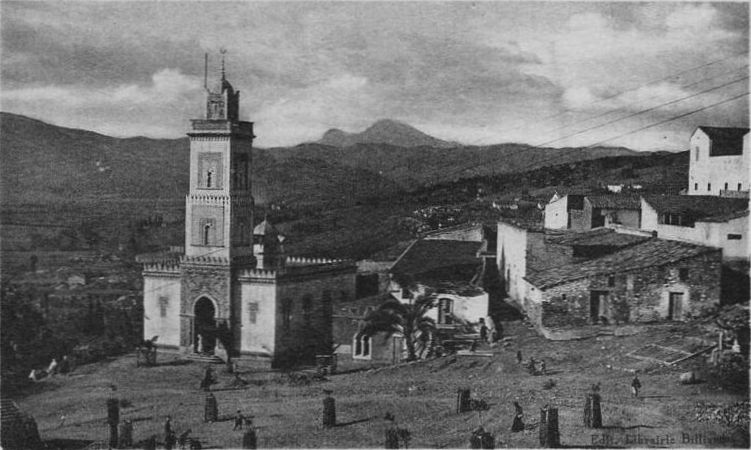
Au début du XXe siècle.
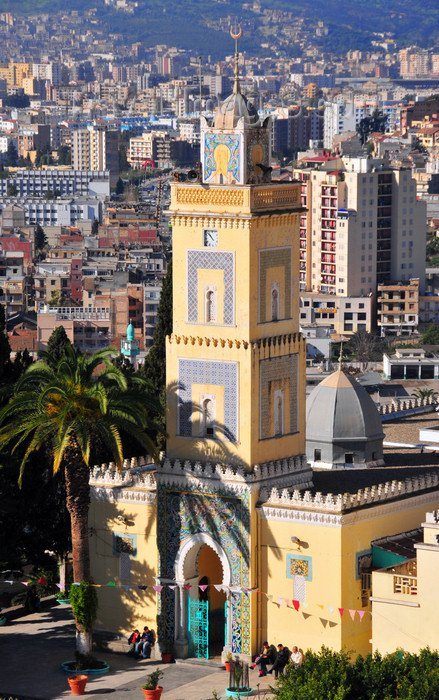
De nos jours.

| Hommes | Classe d’âge | Femmes |
| ------ | ------------ | ------ |
| 0,21   | 85 ans et +  | 0,25   |
| 0,33   | 80 à 84 ans  | 0,38   |
| 0,63   | 75 à 79 ans  | 0,67   |
| 0,82   | 70 à 74 ans  | 0,90   |
| 0,97   | 65 à 69 ans  | 1,04   |
| 1,22   | 60 à 64 ans  | 1,17   |
| 2,14   | 55 à 59 ans  | 1,80   |
| 2,62   | 50 à 54 ans  | 2,26   |
| 2,85   | 45 à 49 ans  | 2,68   |
| 3,61   | 40 à 44 ans  | 3,46   |
| 4,07   | 35 à 39 ans  | 3,95   |
| 4,49   | 30 à 34 ans  | 4,32   |
| 5,38   | 25 à 29 ans  | 5,20   |
| 5,72   | 20 à 24 ans  | 5,55   |
| 4,73   | 15 à 19 ans  | 4,69   |
| 3,92   | 10 à 14 ans  | 3,79   |
| 3,30   | 5 à 9 ans    | 3,22   |
| 3,72   | 0 à 4 ans    | 3,73   |
| 0,09   | nd           | 0,12   |

## Administration et politique

### Institutions municipales et locales

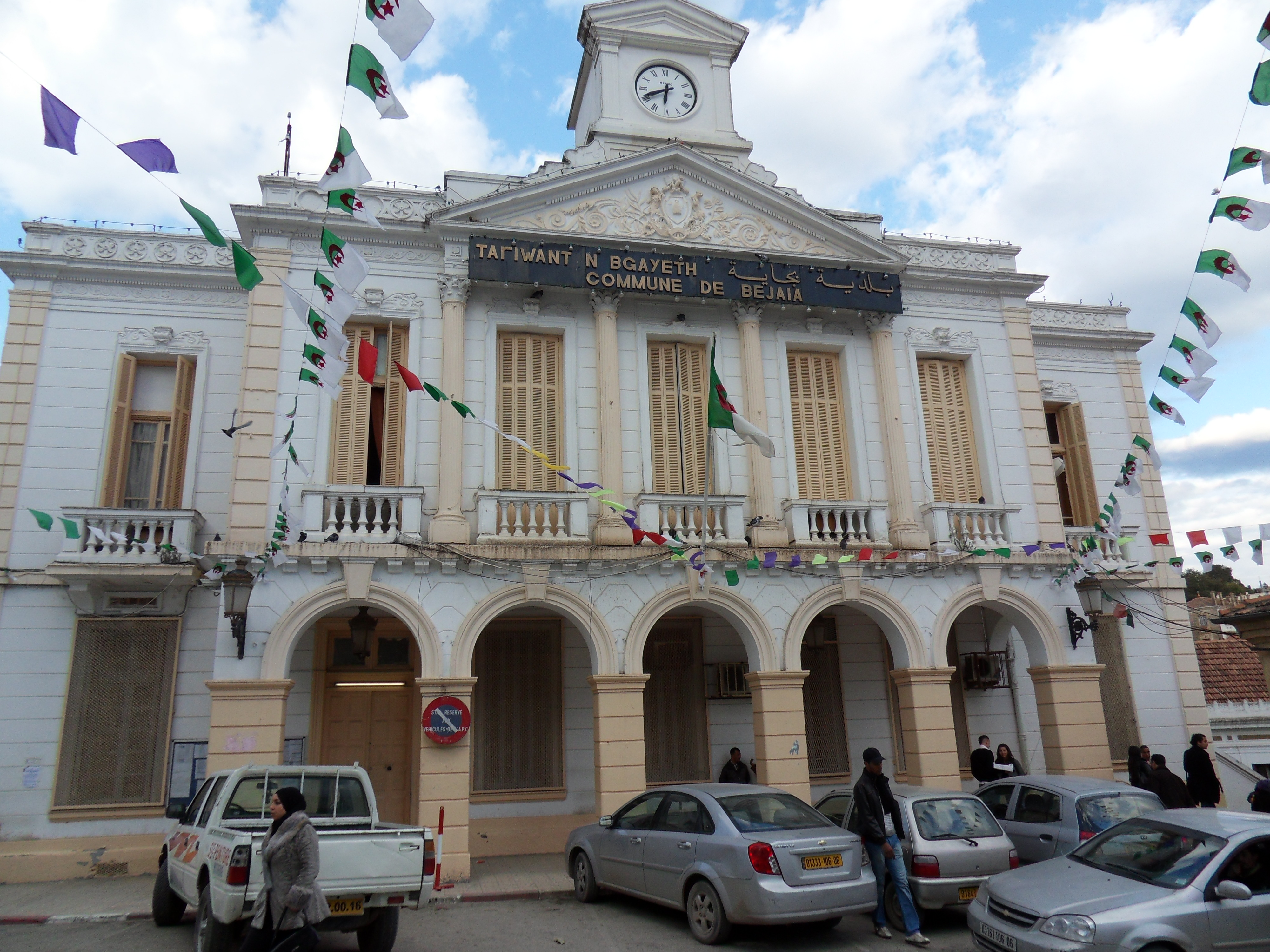
Siège de l'Hôtel de ville de la commune de Béjaïa.

La commune de Béjaïa compte un conseil municipal (Assemblée populaire communale) composé de 33 élus choisis au suffrage universel. Ils sont chargés d'élire le président de l'APC (ou maire). L’exécutif communal est composé de six vice-présidents et de onze délégués, et l'exécutif de l'assemblée d'un président et six adjoints. Lors des élections de 2012, la répartition des sièges est la suivante: le FLN (quatorze sièges), le FFS (onze sièges), le RND (quatre sièges) et le PT (quatre sièges) ; le maire Hamid Merouani est alors issu de la majorité FLN-RND.
Le 2 février 2020, le wali suspend son successeur, Hocine Merzougui (FFS), poursuivi dans le cadre d’enquêtes judiciaires sur la gestion des deniers publics. Abdenour Tafoukt devient maire de la commune.
Hocine Merzougui est condamné à trois ans de prison le 23 mars 2021 pour « abus de pouvoir volontaire à l’effet d’accorder d’indus privilèges en violation des lois et réglementations » et « octroi d’avantages indus lors de la passation de marchés publics ».
La ville est également le siège de l'Assemblée populaire de wilaya (APW) de la wilaya de Béjaïa, ainsi que de la daïra (qui gère les communes de Béjaïa et d'Oued Ghir).

### Budget
Le Budget primitif est de l'ordre de 3 251 253 599,27 DA (dinars algériens) pour l'année 2016 ; équilibré en recettes et en dépenses. Les recettes sont constituées du produit de la fiscalité à hauteur de 30 250 448 460 DA, d'une subvention d'État à hauteur de 142 001 200,00 DA et de produits issus du patrimoine à hauteur de 84 207 553,27 DA. Les dépenses sont ventilées dans un pôle budget de fonctionnement de 2 196 111 624,93 DA qui lui-même se subdivise en crédit alloués à la masse salariale (1 091 320 458,55 DA) et en crédits consacrés aux fournitures et prestations (1 104 791 166,38 DA). L'autre pôle concerne les prélèvements pour les dépenses d'équipement et investissements qui s'élèvent à (1 055 141 974,34 DA).
Les recettes sont le produit, par ordre d'importance, de la taxe sur l'activité professionnelle, sur la valeur ajoutée, l’impôt forfaitaire unique, et les taxes sur le foncier et l'assainissement. Elles proviennent également de diverses redevances administratives ou locatives et de dotations publiques (wilaya ou État). Les dépenses concernent l'aménagement et la voirie, les bâtiments et équipements administratifs, le fonctionnement des institutions scolaires, sportives et culturelles, les équipements sanitaires et sociaux, l'urbanisme et l'habitat, les équipements industriels, artisanaux et touristiques et les services industriels et commerciaux.

### Protocole d'amitié et jumelage
Béjaïa est jumelée avec :
- Brest (France) depuis 1995[139].

Béjaïa a un projet de jumelage avec :
- Portimão, (Portugal) depuis 2010[140].

## Économie

### Situation générale
La ville est un nœud important pour la Kabylie ; elle sert d'interface entre la mer et la région, et au-delà, pour les Hauts Plateaux. La ville est un carrefour industriel local ; les zones industrielles d'Akbou, de Sétif, et de la ville elle-même trouvent leur débouché par son port.
Cependant la géographie montagneuse de la région et le manque d'infrastructure de qualité sont les principaux freins à l'économie. Par exemple, la ville n'est desservie que par des routes nationales, l’autoroute est en cours de réalisation et doit être progressivement livrée par tronçon à partir de la fin de l'année 2017. Elle bénéficie cependant depuis les années 1960 de l'arrivée d'un oléoduc qui achemine les hydrocarbures sahariens. La ville a quand même réussi à se hisser à un rang important dans l'économie nationale, y compris dans les secteurs autres que pétroliers. L’État algérien a investi au cours des années 1970 dans le pôle industriel de la ville avec des unités de production dynamiques. Cependant plusieurs faiblesses comme le manque d'investissements extérieurs, le manque de circuits pour favoriser l'exportation des productions locales (hors hydrocarbures) et l'absence d'un urbanisme cohérent entravent la croissance économique de la ville. Cet ensemble de facteurs mine le développement de la ville et son potentiel. Le taux de chômage officiel à l'échelle de la wilaya est de 12 % en 2012. Le taux d'activité est de 46,9 % à l'échelle de la commune vers la fin des années 1990 parmi les plus de quinze ans.

### Secteurs économiques

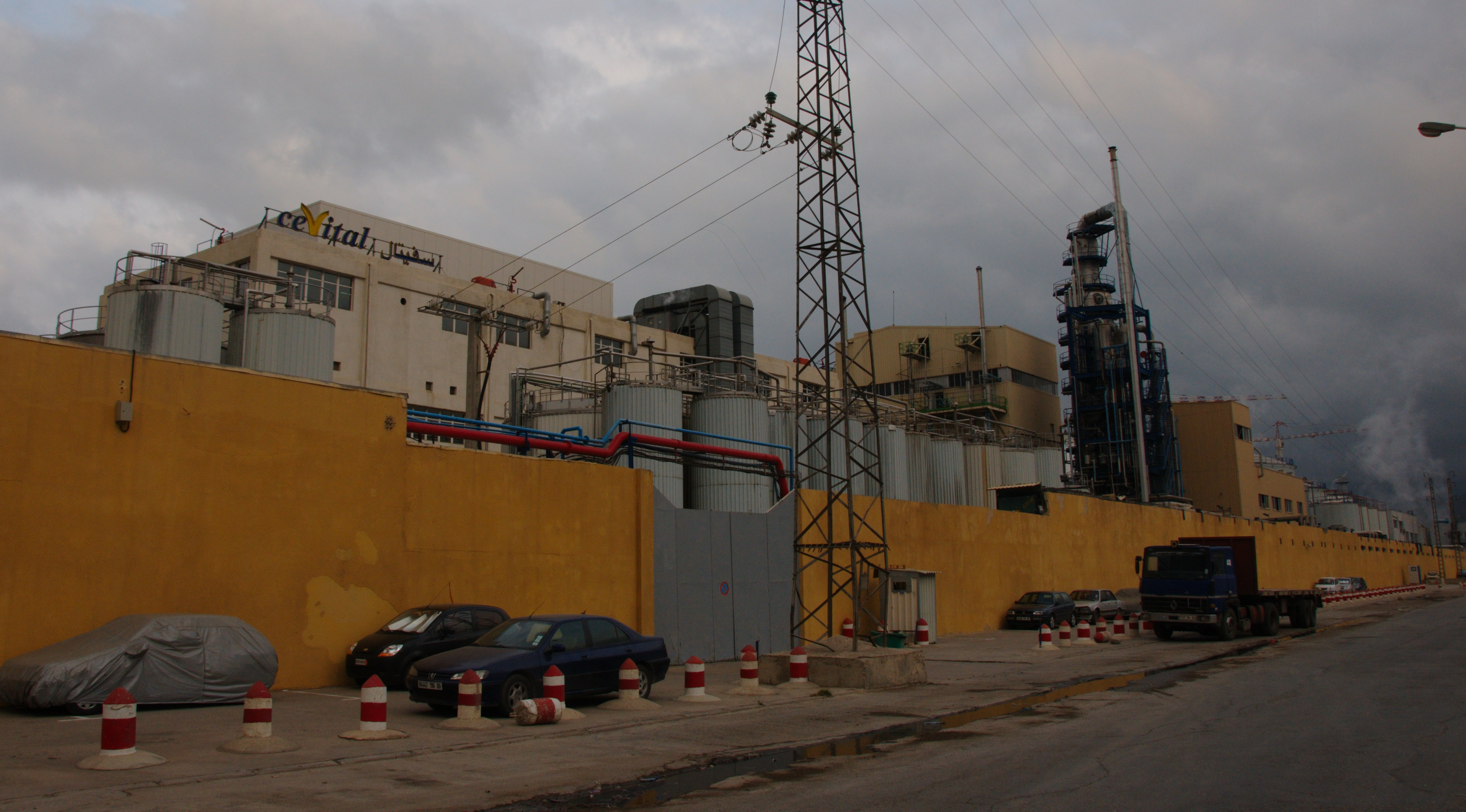
Usine Cevital dans la zone portuaire de la ville

La ville de Béjaïa possède un port de commerce international dont la principale activité, en termes de capitaux, est l'exportation d'hydrocarbures. Cependant la ville de Béjaïa sert de marché local notamment aux produit locaux de l'artisanat, et aux produits agricoles qui sont parfois exportés. Ainsi le port de Béjaïa est le second plus important du pays en termes de volume d'activité derrière celui d'Alger. Les ports de Béjaïa et de Djendjen (Jijel) ont été retenus par les autorités algériennes pour participer à la nouvelle initiative de l’Union européenne portant création des Autoroutes de la mer (AdM) dont le but est d'augmenter les échanges intermodaux entre les ports des rives nord et sud de la Méditerranée, comme c'est le cas notamment pour les ports de Marseille, Agadir, Gabès et de Haïfa.
La ville de Béjaïa bénéficie également d'une activité de port de pêche, c'est un des secteurs qui est amené à se développer dans le futur. Il faut donc remarquer que malgré le peu d'atouts naturels et l'enclavement de la ville, Béjaïa figure parmi les villes les plus dynamiques d'Algérie. Cependant les infrastructures restent insuffisantes et le développement de la ville en est tributaire.
La ville de Béjaia tire aussi profit de la production agricole de la région de Kabylie en ayant un rôle de marché local, voire d'exportatrice de denrées alimentaires, avec l'oléiculture, la production de figues, de sucre et l'apiculture, ; le port possède même un couloir d'exportation pour les dattes sahariennes. Au niveau national, c'est aussi le siège d'entreprises agroalimentaires exportatrices comme Ifri et de groupes industriels comme Cevital.
Concernant l'artisanat, la ville tire surtout profit de la production locale de vannerie et de poterie. La ville de Béjaïa essaye aussi d'exploiter son littoral méditerranéen et son patrimoine historique pour développer une activité touristique, cependant la majorité des touristes sont des Algériens ou des immigrés originaires de la région.

## Culture

### Monuments remarquables
- Ancien bâtiment de la Banque de l'Algérie.

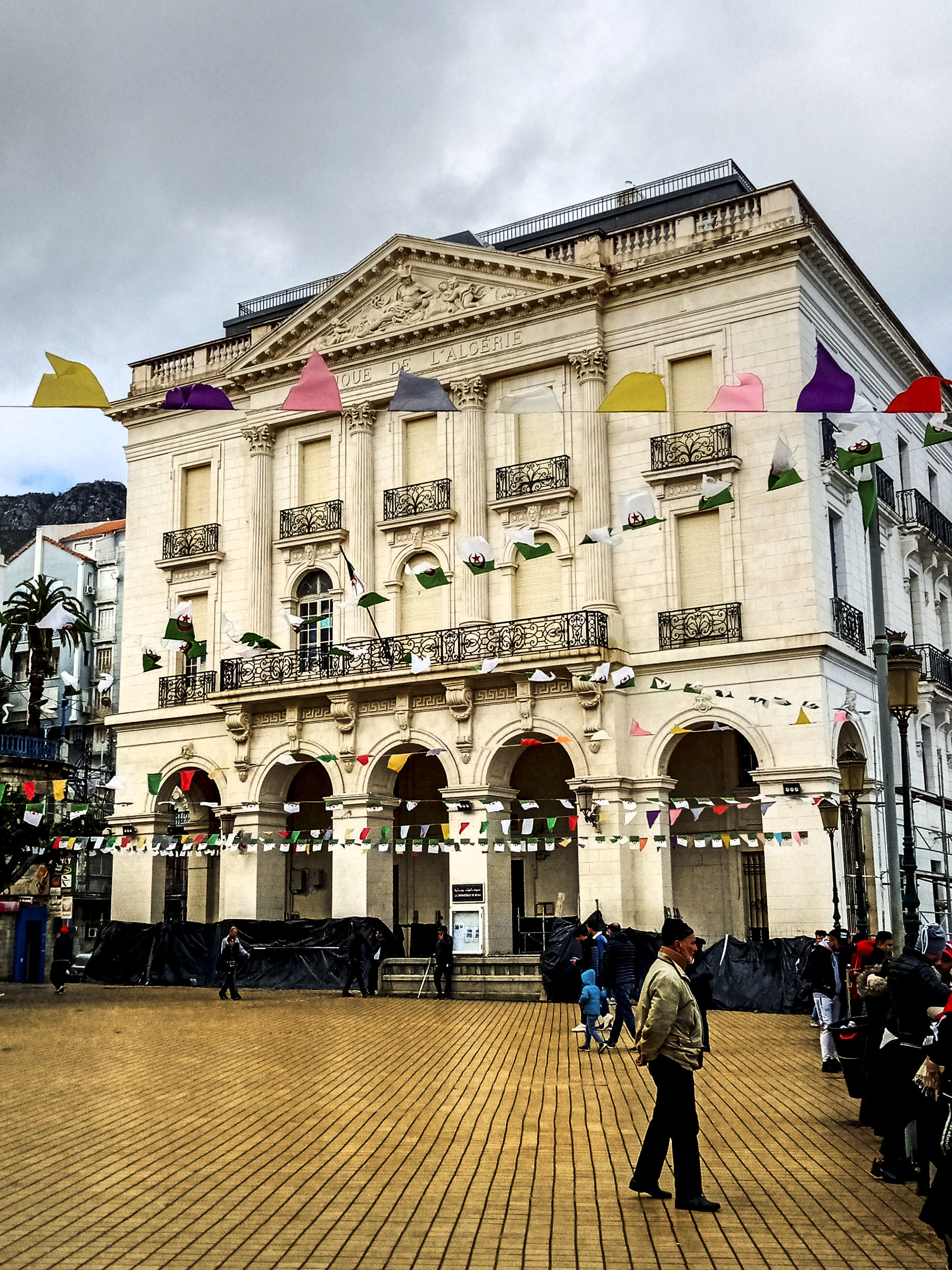
Banque de l'Algérie, place du 1er novembre.

### Musique

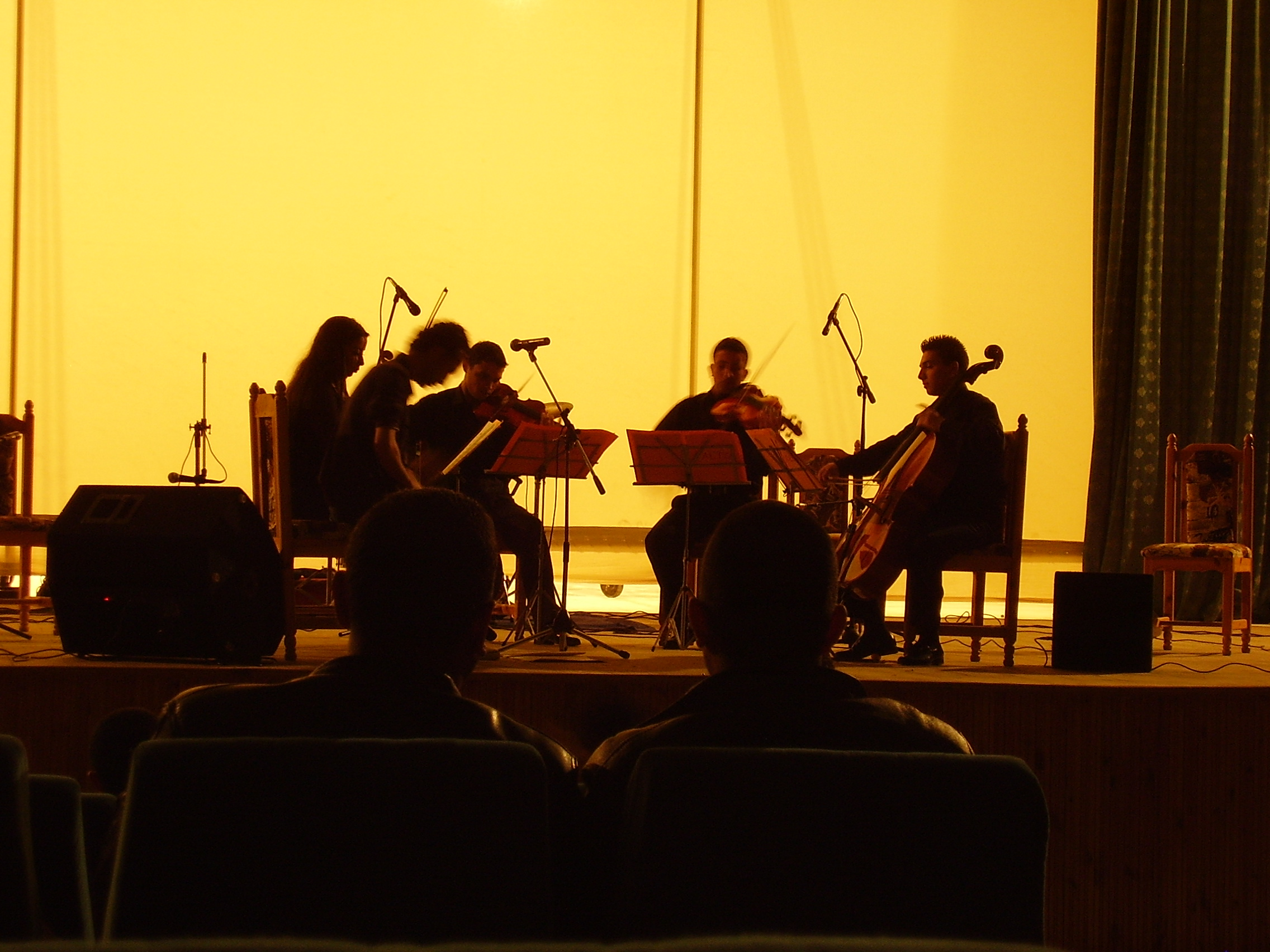
Un concert à la Maison de la Culture de Béjaia.

La ville possède un patrimoine musical riche, mêlant influences berbères et andalouses. Une partie de la culture bougiote est portée par un vieux dialecte citadin : l'arabe bougiote, d'origine médiévale. Le style de musique classique le çanâa est à l'origine indissociable de la culture religieuse de la ville. Les instruments traditionnellement utilisés sont le bendir, le tar, la mandoline et l'alto, complétés ultérieurement par le mandole et le banjo. La spécificité de la chanson andalouse et chaabi bougiote est clairement perceptible, notamment par une prédilection pour l'usage de la kouitra et un enracinement dans un registre assez classique.
La musique est en effet traditionnellement le domaine des lettrés, des cadis et cheikh de confréries, dans lesquelles l'initiation à cet art se faisait le plus souvent. Le tout est enrichi du patrimoine des musiques locales, notamment kabyle berbérophone. Cette culture musicale et sa transmission seraient un héritage de la tradition savante médiévale de la ville et de l'afflux d'Andalous et de Morisques durant cette période. La ville est d'ailleurs un des centres (comme Alger, Constantine, Tlemcen...) de la musique andalouse en Algérie. Un illustre musicien de la ville : Cheikh Sadek El Béjaoui, remet ce style au goût du jour au XXe siècle, en entretenant un cercle musical puis en ouvrant une école qui formera divers musiciens reconnus dans des répertoires variés (traditionnels ou plus modernes).
Un autre aspect de la musique bougiote est un courant plus populaire, mêlant le chaâbi et la musique kabyle. Le chant kabyle puise son inspiration dans l'identité berbère de la ville, sa tradition poétique, et dans l'afflux d'une population originaire de l'arrière-pays. L'identité musicale de la ville est ainsi imbriquée : les musiciens sont formés aux chants kabyles lors de leur apprentissage du style andalou à Béjaïa et les musiciens kabyles s'appuient sur les instruments de la musique andalouse. La ville connaît, notamment depuis les années 1970, une ouverture aux sonorités du monde, particulièrement occidentales, qui favorise un renouveau de la musique d'expression kabyle.

### Musées et manifestations culturelles

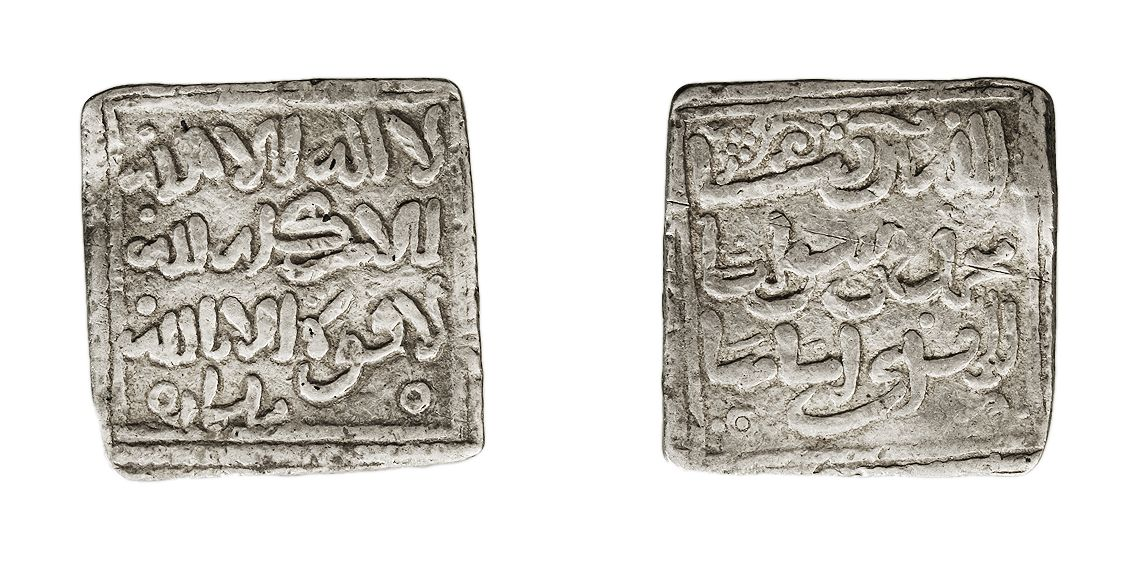
Dinar almohade local (XIIe siècle) exposé au musée Bordj Moussa.

La ville de Béjaïa possède le musée du Borj Moussa, aménagé dans un ancien fort espagnol du XVIe siècle et où sont présentés des vestiges préhistoriques romains et de l'époque hafside. Le musée abrite également une collection d'oiseaux et d'insectes de toute l'Afrique ainsi que des tableaux de Maurice Boitel, prêtés par le musée d'Alger.
Depuis 2010, la ville voisine de Toudja abrite un musée de l'eau consacré aux techniques d'acheminement de l'eau, notamment à l'époque romaine. Les environs comportent encore les ruines de l'aqueduc permettant d'acheminer l'eau depuis Toudja à la ville durant l'Antiquité. Le site contient des mosaïques, des thermes et des citernes d'époque romaine.

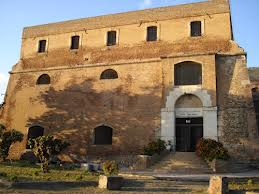
Bordj Moussa, fort du XVI reconverti en musée.

### Arts et festivités
Béjaïa accueille un festival international de théâtre, qui pour son édition 2016 a accueilli 17 pays. Outre les représentations en salle, il comporte divers ateliers populaires répartis de Béjaïa à Jijel.
La maison de la culture de la ville organise divers événements culturels. C'est le cas des célébrations de Yennayer (12 janvier), le nouvel an berbère, à l'occasion duquel un programme varié est mis en place. En effet la musique, la poésie et l'artisanat berbères sont particulièrement mis en valeur, à côté de thématiques environnementales et architecturales. Des délégations du Maroc et de la Tunisie sont également présentes, ainsi qu'une « caravane berbère » qui fait son entrée dans la ville le 12 janvier et comprend des participants venus de toute l'Algérie : des Touaregs d'Illizi, des participants de Ghardaïa, de Bouira, Tizi-Ouzou. Les festivités se terminent par un jeu de baroud le jour suivant. Le milieu associatif local est aussi le vecteur de divers champs artistiques ou culturels, allant d'associations faisant la promotion de la peinture ou de la photographie aux groupes d'études universitaires sur les manuscrits scientifiques médiévaux de la ville.

### Cinéma
L'association Project'heurts, née en 2001, est à l'origine de la création en 2002 d'un Ciné-club devenu aujourd'hui hebdomadaire, puis en 2003 des Rencontres Cinématographiques de Béjaïa (les RCB), festival annuel consacré au cinéma aussi bien maghrébin qu'international, longs et courts métrages, fictions et documentaires confondus, et qui se tient à la Cinémathèque de Béjaïa située sur la place Gueydon (place 1er novembre 1954). Le projet du festival : « réconcilier le public algérien avec le cinéma, sensibiliser au développement d’un esprit critique face à l’image (éducation à l’image), proposer des formations (écriture de scénario, réalisation, animation de ciné-clubs…) »
En septembre 2019, sous la direction artistique de Laila Aoudj, le festival s'associe aux Journées du film européen et accueille des films italien et ukrainien en présence des ambassadeurs de ces deux pays, ainsi qu'une importante « Master Class » consacrée au cinéaste Jean-Marie Straub par l'essayiste et critique de cinéma Saad Chakali.

### Médias
Comme toutes les villes d'Algérie, Béjaïa est desservie par le bouquet terrestre national ENTV, comprenant entre autres la Chaîne 4 en langue tamazight. La ville est le siège d'une station spécifique à sa région : Radio Béjaïa, chaine de radio publique, généraliste et en langue tamazight (kabyle).

### Situation linguistique

Schéma des aires linguistiques du nord-est algérien, dont le kabyle.

La ville est située en Kabylie, dans une région berbérophone. Elle possède, en partie, et depuis le Moyen Âge, un dialecte arabe spécifique : l'arabe bougiote, qui est pratiqué notamment dans la haute ville.
Cet arabe bougiote, appelé tabğawit en kabyle, est pratiqué dans les quartiers les plus anciens de la haute ville (Karamane, Bab el Louz...) et attribué aux « grandes familles » de la ville. Il y a une opposition entre la Plaine (Lexmis), dont son quartier le plus ancien, Lhouma-ou-Bazine, peuplé de ruraux berbérophones, et les quartiers de la haute ville. La ville s'étant agrandie jusqu'à inclure le village des Imezzayen. Ce noyau urbain berbérophone, reconnu comme authentiquement citadin même par les arabophones, a donné les bases d'un dialecte kabyle spécifique à la ville.
La persistance de l'arabe bougiote dans une ville berbère s'explique par le fait que historiquement la langue tamazight s’accommode mal avec le cadre urbain. Les montagnards berbérophones arrivant en ville furent surnommés les mouhouches ou imouhouchen (provenant de la forme tronquée Muḥ, du prénom typiquement kabyle Muḥand) et s'adaptèrent au parler local une fois arrivés dans la haute ville. Cependant l'exode rural massif des berbérophones (et leur arrivée en ville) après l'indépendance du pays, provoque une nette progression du berbère qui s'accompagne d'une progression sur le plan administratif. Le printemps berbère de 1980 voit la ville revendiquer son identité berbère. Ainsi, en 1991, le berbère est officiellement enseigné à l'université de Bejaïa et par la suite à l'école. Il s'ensuit une valorisation du fait berbère et une dépréciation de l'arabe bougiote. L'arabe bougiote, menacé, se maintient dans les quartiers de la haute ville désormais largement berbérisés. Pour les berbérophones il n'est d'ailleurs qu'une variante arabisée du kabyle.

### Enseignement

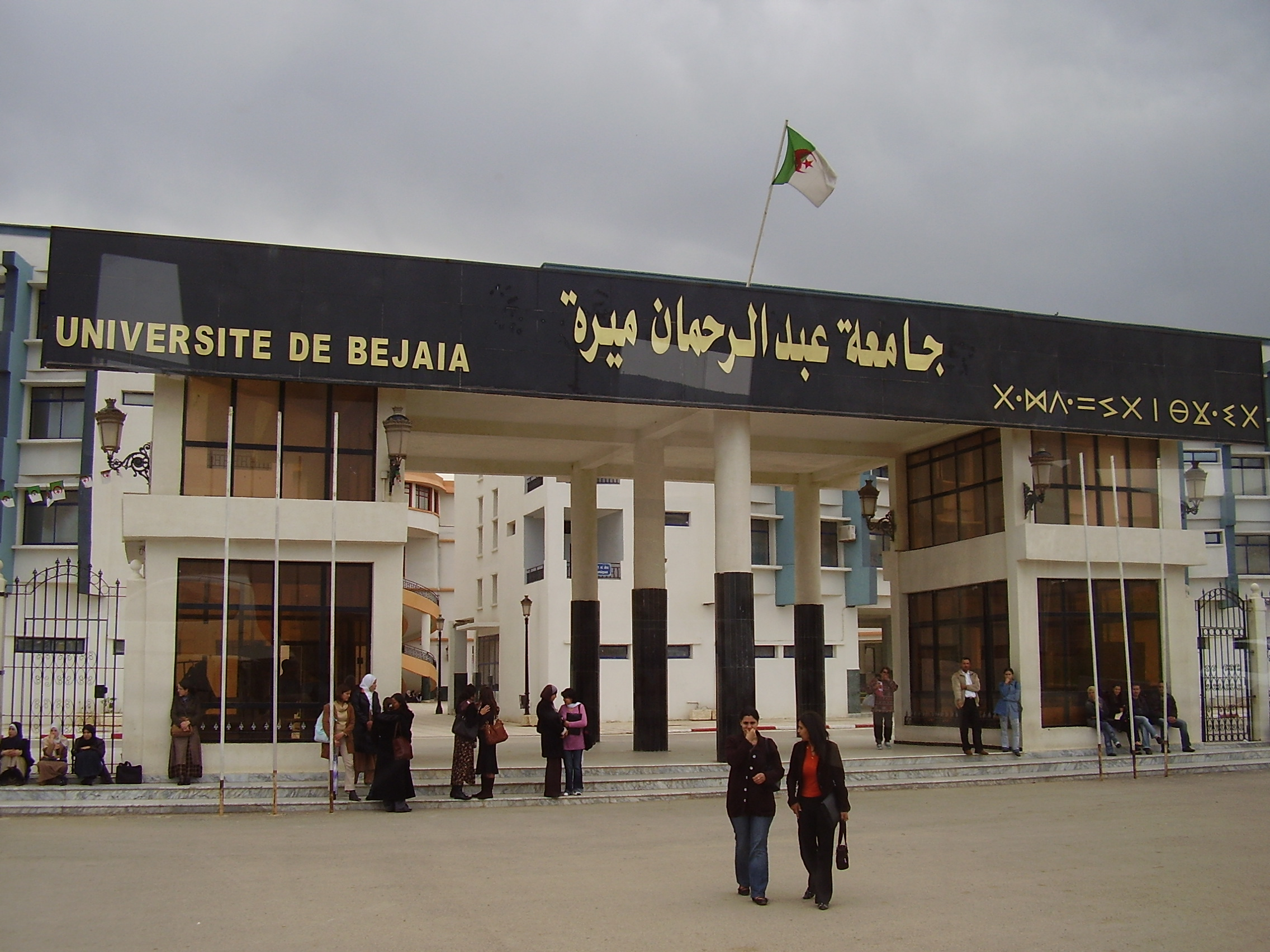
Université Abderrahmane Mira de Béjaïa

Béjaïa est un pôle universitaire important ; la ville est dotée d'une université baptisée du nom d'Abderrahmane Mira, un martyr de la guerre d'Algérie. L'université accueille 45 700 étudiants et 1 714 enseignants. Elle compte actuellement plusieurs facultés : technologie, lettres, sciences humaines et sport, droit, sciences économiques, sciences de gestion et sciences commerciales, médecine, sciences exactes et sciences de la nature et de la vie.
La ville abrite également l'école technique de formation et d’instruction maritimes de Bejaia (EFTIM), sous l'égide du ministère des Transports, qui succède en 1989 à l'école de formation technique de pêcheurs (EFTP), elle-même héritière, en 1970, de l’école des mousses qui est l'instituion historique qui formait les marins à Béjaïa. D'autres écoles, comme l'école des sciences de gestion et d'informatique (ESGI), complètent l'offre de formation dans le supérieur. La ville possède aussi des lycées, comme le lycée Sidi Ahmed Stambouli.

### Artisanat

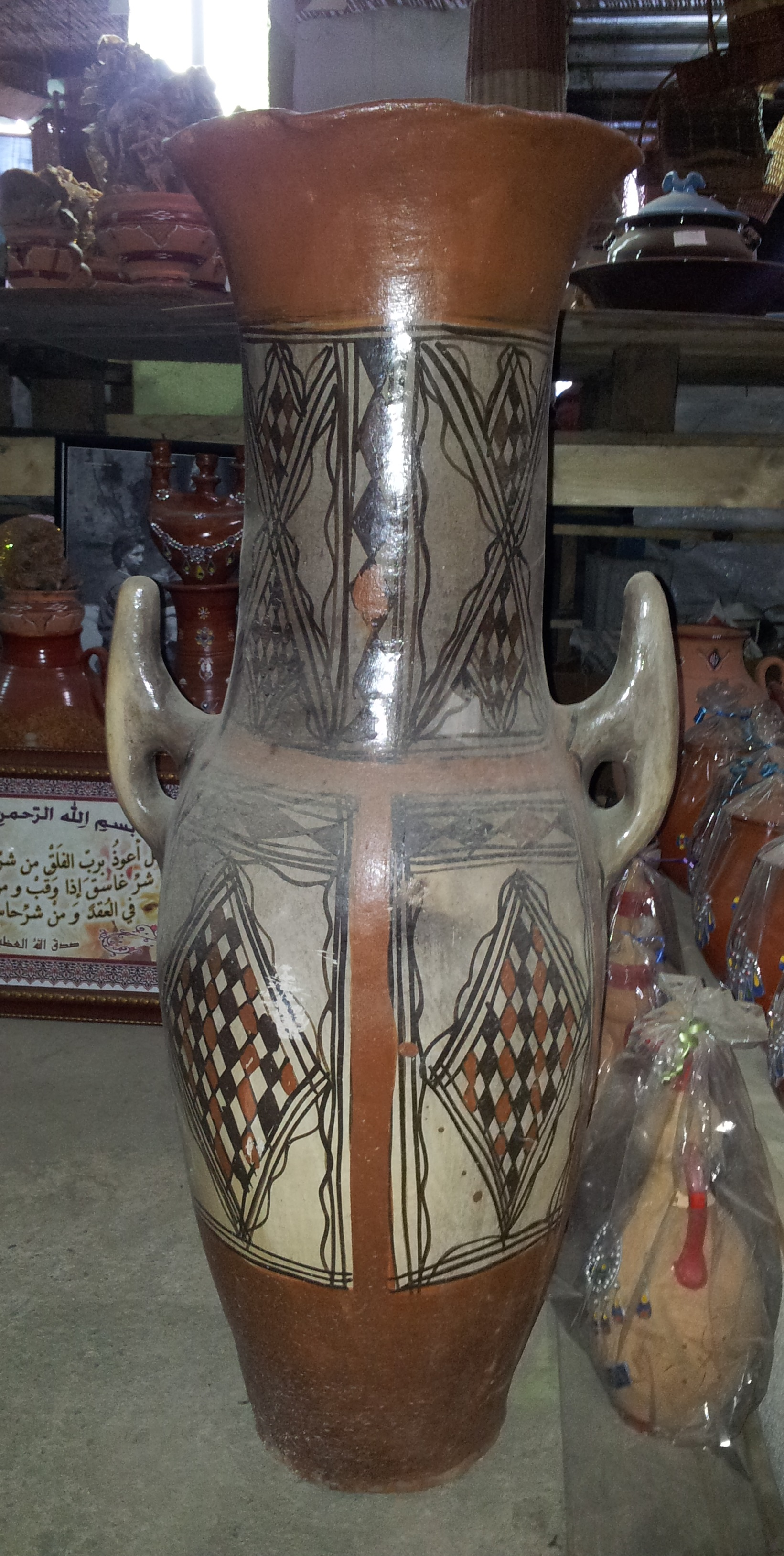
Poterie traditionnelle kabyle.

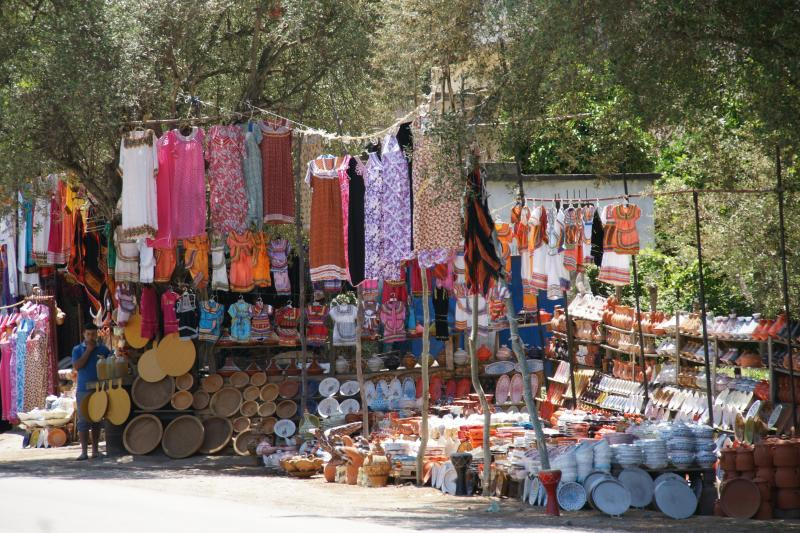
Marchand ambulant d'objets artisanaux aux environs de Béjaïa.

La ville de Béjaïa possède un artisanat qui est l'expression de la culture citadine de la ville, comportant des legs andalous, et des influences berbères qui se confondent avec celles de l'arrière-pays. La ville sert d'ailleurs de débouché à l'artisanat de Kabylie (poterie, vannerie, produits dérivés de l'agriculture locale...). Elle est par ailleurs dotée d'une Chambre de L'artisanat et des métiers qui gère ce secteur au niveau des wilayas de Béjaïa et Bouira.
Historiquement, la ville donne son nom aux chandelles qu'elle fabrique à base de cire d'abeille, les bougies, alors que les bougies modernes sont souvent faites à partir de paraffine. Ce savoir-faire se perd au cours du temps, même si une poignée d'artisans et de familles le maintiennent. La bougie en cire d'abeille n'a jamais connu historiquement un usage populaire répandu. En effet, onéreuse, elle était le privilège des seigneurs ou de l’exportation et fut localement concurrencée par les lampes à huile en argile.

### La ville aux 99 Saints

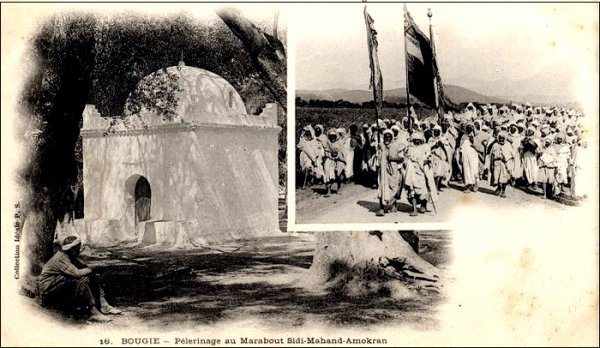
Visite au Mausolée du Marabout Sidi Mohand Amokrane (début du XXe siècle).

La ville bénéficie d'une histoire religieuse riche, et de nombreux mausolées et zaouïas sont présents dans la ville et l'arrière-pays. Elle est ainsi connue comme « la ville aux 99 saints » ; selon les traditions orales, les Kabyles affirment qu'il ne lui en manque qu'un pour égaler la Mecque. La ville est d'ailleurs surnommée la « Petite Mecque » dès le Moyen Âge par Ibn Arabi et tel que rapporté par Ibn Khaldoun (El Mekka Es-Saghira). La sainte patronne de la ville est Yemma (qui signifie « maman ») Gouraya dont le mausolée se trouve à l'intérieur de l'enceinte du Fort du même nom.

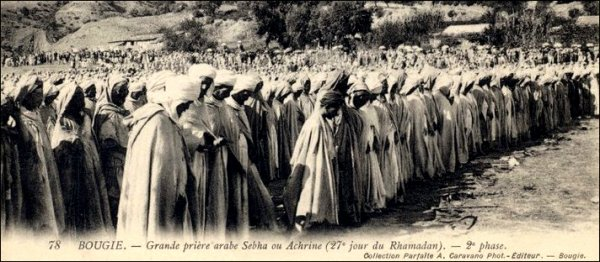
La grande prière du du ramadan (début du XX).

La ville fut le lieu d'un grand pèlerinage au mois de Ramadan qui attira des populations du Maghreb. On officia une grande prière le 27e jour de ce mois, qui resta très populaire avant de tomber en désuétude au XXe siècle. Le statut de sainteté de la ville s'est d'ailleurs effacé progressivement au cours des siècles, même si les visites des mausolées de marabouts entretiennent toujours cette tradition.

## Personnalités notables
- Dalia Djebbar (1996-), joueuse de volley-ball.
- Abdeslam Mebarakou (1980-), footballeur algérien.
- Wassyla Tamzali (1941-), avocate, directrice du programme sur la condition des femmes de l'UNESCO, y est née.
- Djamel Maafa (1968-), journaliste.
- Merzoug Touati, journaliste et blogueur, habite à Béjaïa[170].